# Steinen (Baden)
Steinen (Alemannisch Steine) ist eine Gemeinde im Landkreis Lörrach im Südwesten Baden-Württembergs. Die Gesamtgemeinde Steinen entstand bei der Kommunalreform 1974/1975 durch den Zusammenschluss  der bis dahin selbstständigen  Gemeinden Endenburg, Hägelberg, Höllstein, Hüsingen, Schlächtenhaus, Steinen und Weitenau.

## Geographie

### Geographische Lage

Steinen im Dreiländereck

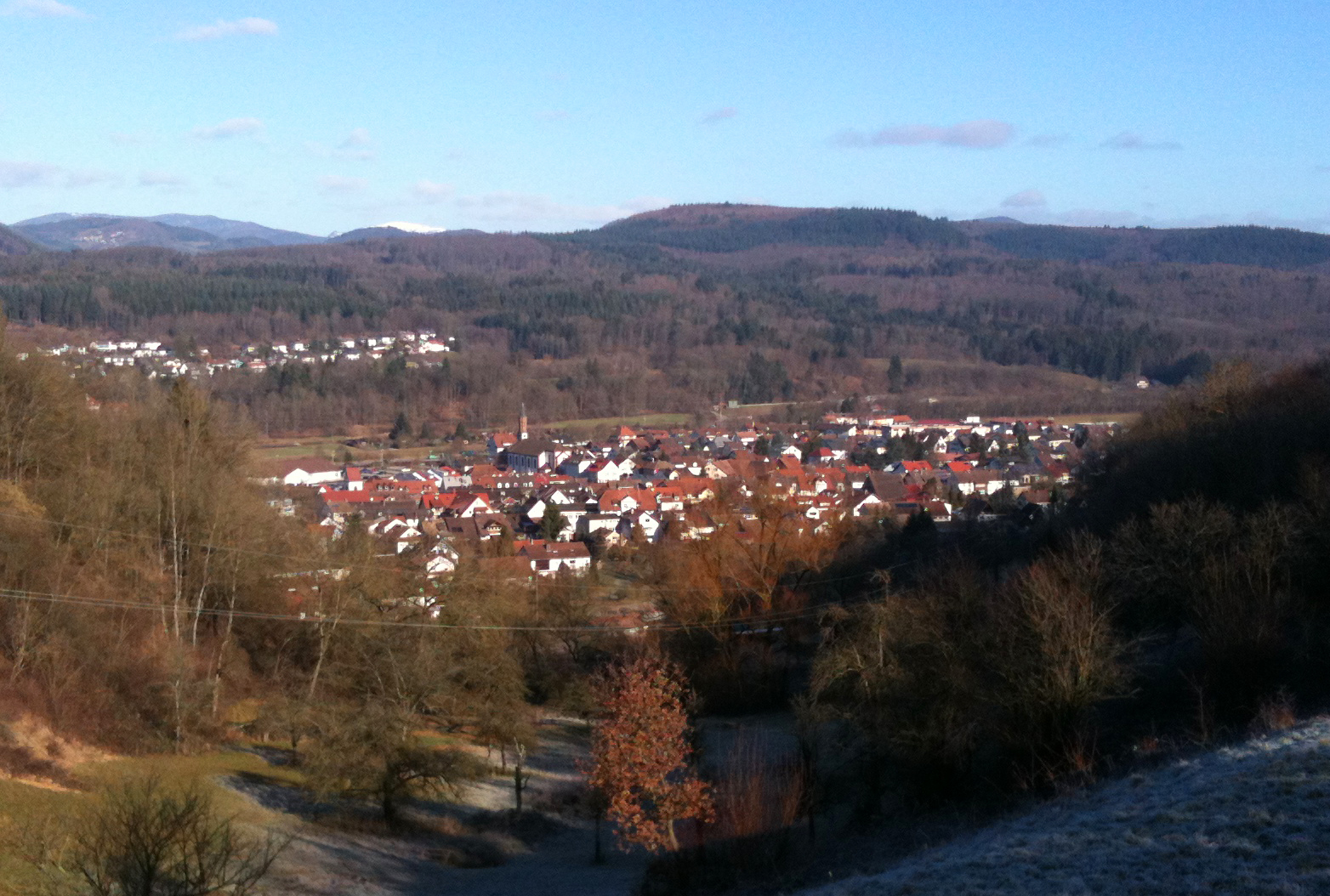
Tallage des Ortsteils Höllstein von Hüsingen aus

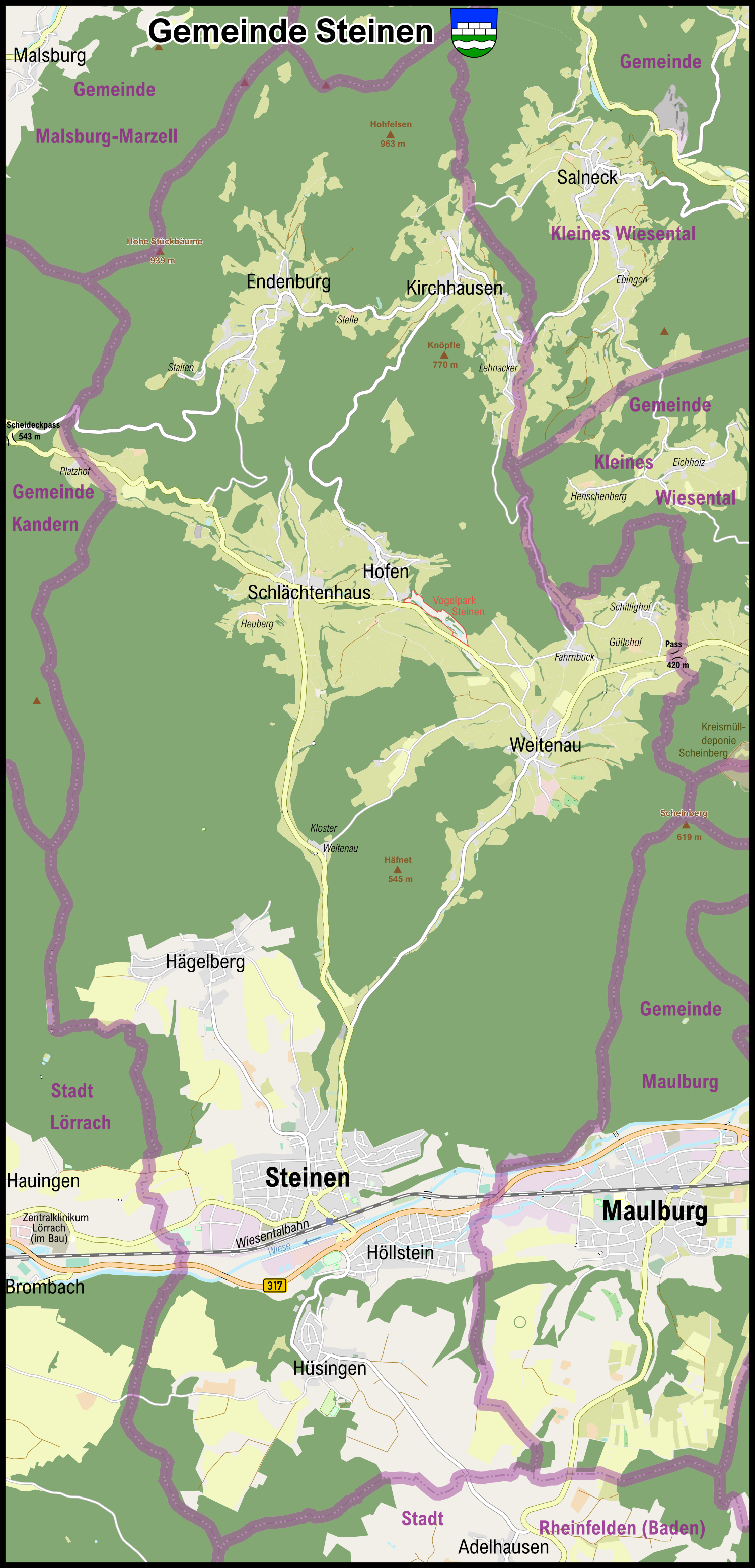
Gemeindegebiet Steinen topographisch

Die Gesamtgemeinde Steinen liegt im Vorderen Wiesental des Südschwarzwalds. Mit dem Steinenbachtal als Nord-Süd-Achse bildet die Gemeinde Steinen einen geographischen Querriegel zum Wiesental. Insgesamt erstreckt sich die Gemeinde in der größten Nord-Süd-Ausdehnung über 14 km, die Höhendifferenz zwischen der Tallage in 319 Meter bis zum Wambacher Wasen in 987 Meter Höhe im Norden beträgt mehr als 600 m. Der Hauptort Steinen liegt auf 47° 39' nördlicher Breite und 7° 44' östlicher Länge.

### Geologie
Das Gemeindegebiet von Steinen erstreckt sich über mehrere natürliche Landschaften hinweg. Von Norden nach Süden kommend sind dies:
1. der Schwarzwald um Endenburg herum (bestehend vorwiegend aus Granit und Gneis),
2. die Schwarzwaldvorberge des Weitenauer Berglands (bestehend aus Rotliegend, Buntsandstein),
3. die Talfurche der vorderen Wiese (trennt die Buntsandsteintafel (rechts der Wiese) und die Muschelkalktafel (links der Wiese)), und
4. die Schwarzwaldvorberge im Süden Steinens: der Dinkelberg (eine Muschelkalktafel, bestehend vorwiegend aus Muschelkalk und Keuper).

Im Buntsandstein liegen auch die alten Steingruben, welche das Dorf einst weit über seine Grenzen bekannt gemacht hat, und denen es letztlich seinen Namen zu verdanken hat. Auch für den Wiederaufbau Basels nach dem Erdbeben von 1356 und den Bau des Basler Münsters spielten die Steinener Buntsandsteingruben eine wichtige Rolle. Die Steingruben wurden um 1900 aufgelassen und lassen sich heute beispielsweise am Schützenweg (frühere Bezeichnung: An der langen Gass) im Steinbrunnengebiet, beim Stutz sowie östlich des ehemaligen Schlosshölzle lokalisieren.
Der Bereich um den südlichen Oberrheingraben liegt in einer mäßig aktiven Erdbebenregion. Im Schnitt kommt es im Oberrheingraben einmal im Monat zu einem Beben der Stärke 3 auf der Richterskala (mit Erschütterungen, welche meistens nur von einzelnen Menschen wahrgenommen werden). Erdstöße der Größenordnung 4,5 kommen alle zwei bis drei Jahre vor.
Das letzte mäßig starke Erdbeben in Steinen mit der Stärke 4,5 ereignete sich am 5. Mai 2009 um 03:39 Uhr MESZ mit Epizentrum in Weitenau (47° 41′ 0″ N, 7° 45′ 0″ O, ca. 10 km Tiefe).
Hinweis: Genauere Ausführungen zur Geologie bei den Teilorten Hägelberg, Höllstein, Hüsingen und zum Weitenauer Bergland

### Nachbargemeinden
Die Gemeinde grenzt im Norden an Malsburg-Marzell, im Nordosten an die Gemeinde Kleines Wiesental, im Osten an die Stadt Schopfheim und an die Gemeinde Maulburg, im Süden an die Stadt Rheinfelden (Baden) sowie im Westen an die Kreisstadt Lörrach und die Stadt Kandern.

### Gemeindegliederung
Die Gemeinde Steinen besteht aus den sieben Ortsteilen Endenburg, Hägelberg, Höllstein, Hüsingen, Schlächtenhaus, Steinen und Weitenau mit insgesamt 26 Dörfern, Weilern, Höfen und Häusern. Die räumlichen Grenzen der Ortsteile sind identisch mit denen der ehemaligen Gemeinden gleichen Namens, ihre offizielle Benennung erfolgt durch vorangestellten Namen der Gemeinde und durch Bindestrich verbunden nachgestellt der Name des jeweiligen Ortsteils. Die Ortsteile bilden zugleich Wohnbezirke im Sinne der baden-württembergischen Gemeindeordnung. Mit Ausnahme der Ortsteile Höllstein und Steinen sind Ortschaften im Sinne der baden-württembergischen Gemeindeordnung mit jeweils eigenem Ortschaftsrat und Ortsvorsteher als dessen Vorsitzender eingerichtet.
| Name           | Einwohner (1. Jan. 2012) | Fläche (in km2) | Urkundliche Ersterwähnung | Zugehörige Einrichtungen                                                                                  |  |
| Steinen        | 5477                     | 5,95            | 1113 („Steina“)           | - Dörfer: Steinen                                                                                         |  |
| Endenburg      | 409                      | 10,64           | 1275 („Entenburch“)       | - Dörfer: Endenburg, Kirchhausen, Lehnacker - Zinken: Stelle - Höfe: Auhof, Schrohmühle - Häuser: Stalten |  |
| Weitenau       | 588                      | 6,78            | 1100 („Witnowe“)          | - Dörfer: Weitenau - Zinken: Außerdorf, Farnbuck, Schillighof - Höfe: Hummelberg                          |  |
| Hägelberg      | 746                      | 6,44            | 1113 („Hegniberg“)        | - Dörfer: Hägelberg                                                                                       |  |
| Höllstein      | 1885                     | 2,64            | 1103 („Holistein“)        | - Dörfer: Höllstein - Häuser: Förishäusle, Gaze- und Keppweberei, Hagmatt, Schalthaus                     |  |
| Hüsingen       | 566                      | 6,87            | 1242 („Husinchon“)        | - Dörfer: Hüsingen - Häuser: Merian’sche Anlagen                                                          |  |
| Schlächtenhaus | 488                      | 7,53            |                           | - Dörfer: Schlächtenhaus, Hofen - Höfe: Heuberg, Klosterhof - Häuser: Kloster Weitenau                    |  |

1. ↑  Im Ortsteil Hüsingen liegen die Wüstungen Fenningen und Muntzikon und im Ortsteil Weitenau liegt die 1344 und 1383 genannte Ortschaft Bůssoltzberg, die möglicherweise mit Farnbuck identisch ist.
2. ↑  Höllstein wurde erstmals 1103 in einer Urkunde des Basler Klosters St. Alban erwähnt. Aus der Urkunde geht hervor, dass der Ort mindestens seit 1083 existiert.

## Geschichte

### Bis zum 18. Jahrhundert
Die ersten Erwähnungen Steinens und einiger seiner heutigen Ortsteile stammen aus dem 12. Jahrhundert. Das ehemalige Kloster Weitenau auf halbem Wege zwischen den Ortsteilen Steinen und Schlächtenhaus wurde erstmals im Jahre 1100 urkundlich erwähnt. Erstmals wird der Ort Steinen in einer Urkunde des Klosters St. Blasien aus dem Jahre 1113 erwähnt (als „Staina“), als der Edle Walcho von Waldeck seine Güter dort und an anderen Orten an das Kloster St. Blasien schenkte. Ebenfalls 1113 erscheint ein „Walcho von Staina“ als Zeuge in einer Urkunde, er ist wahrscheinlich identisch mit Walcho von Waldeck. Archäologische Befunde wie alemannische Reihengräber weisen jedoch auf eine frühere Besiedelung hin.
Im 13. Jahrhundert gehörte es entweder den Edelherren von Rötteln in der Seitenlinie der Herren von Rotenberg, oder den Markgrafen von Hachberg und war dem Bannkreis der sanblasianischen Dinghöfe zugeordnet. Jedenfalls die Burg gehörte damals zu Rotenberg.
Zu einem bemerkenswerten wirtschaftlichen Aufstieg der Region kam es im 14. und 15. Jahrhundert durch die Verwertung der Vorkommen an rotem Buntsandstein. 1388 und 1469 ließ der jeweilige Bischof von Basel Steinbrüche bei Steinen zum Wiederaufbau des 1356 zerstörten Münsters aufkaufen.
1503 kam das Gebiet mit der gesamten Markgrafschaft Hachberg-Sausenberg an die Markgrafschaft Baden und wurde dort dem Oberamt Rötteln zugeordnet. Steinen erhielt Anfang des 17. Jahrhunderts (1602) Marktrecht, Ende des 18. Jahrhunderts (1776) einen Vieh- und Krämermarkt und später auch einen Wochenmarkt.
Infolge seiner Lage an zwei vielbefahrenen Landstraßen (der Straße durch das Wiesental nach Schopfheim und der alten Römerstraße von Steinen über Hüsingen nach Inzlingen und Lörrach) wurde das Dorf von vielen Kriegsereignissen in Mitleidenschaft gezogen. So erfuhr das Dorf vor allem 1676, 1678 und am 25. August 1689 Plünderungen durch die Franzosen.
Bereits im 18. Jahrhundert begann Steinen sich als Sitz einer St. Blasischen Schaffnei als Kleinzentrum zwischen Schopfheim und Lörrach zu etablieren, was sich in der großen Zahl der Handwerker und dem Bau bürgerlicher Häuser und an den seit 1760 gepflasterten Gassen zeigte.
Während der Badischen Revolution durchquerten im April 1848 die Truppen des Heckerzuges auf dem Weg zum Gefecht auf der Scheideck Steinen. Nach der Niederlage dort sammelten sich Teile des Heckerzuges bei Steinen und vereinigten sich dort mit einem weiteren Revolutionszug unter Joseph Weißhaar. Bundestruppen zerstreuten die Revolutionäre jedoch bald und vertrieben sie in Richtung Schweizer Grenze.

### 19. Jahrhundert

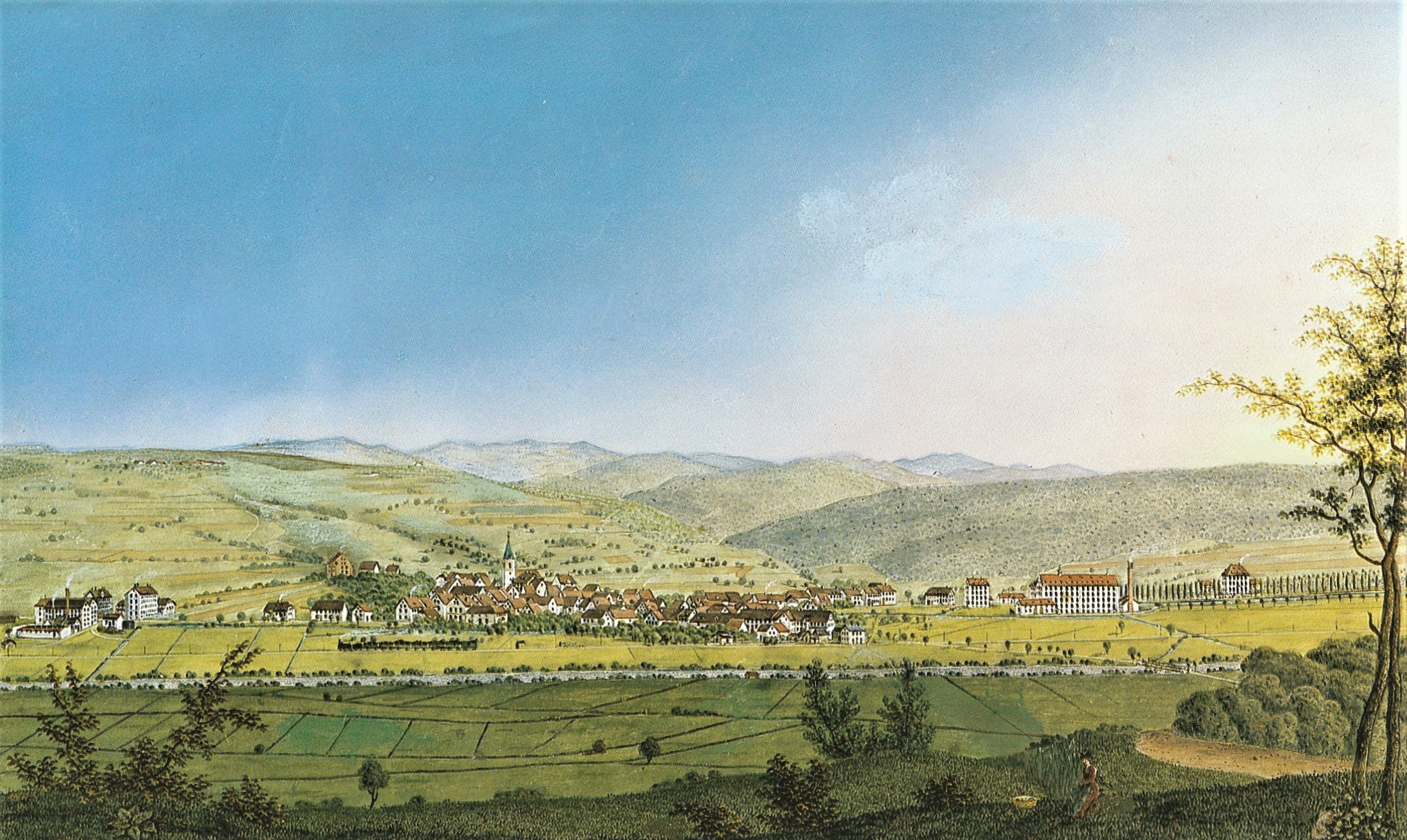
Steinen in den 60er Jahren des 19. Jahrhunderts. Diese Datei ist annotiert.

Im 19. Jahrhundert änderte das alte und zum Teil auch ärmliche Bauerndorf mit seinen zum Teil schlechten Straßen und manchen primitiven Häusern seine Struktur. Die Ursache war der Beginn der Textilindustrie im Wiesental und in Steinen. Die Textilindustrie hatte in Steinen bereits 1816 als Heimarbeit und der ersten Handweberei von Merian & Köchlin begonnen und viele Einwohner beschäftigt. Mit der Erstellung der ersten Fabrikanlagen wurde das ehemalige Markgräfler Bauerndorf knapp 20 Jahre später durch die „Basler Herren“, unter anderem Oberst Geigy und Direktor Peter Köchlin, dem „König der Druckstoffe“, industrialisiert. 1836 gründete der Basler Oberst Wilhelm Geigy-Lichtenhahn in Steinen die Mechanische Spinnerei und Weberei Steinen mit 7392 Spindeln und 40 mechanischen Webstühlen. 1858 erwarb er die Baumwollhandweberei Peter Köchlin und Söhne, die er seit 1848 bereits gepachtet hatte, dazu.
Der wirtschaftliche Aufschwung und die in den Wiesentalorten eingerichteten Textilfirmen machten vermehrten Transport und Fuhren mit Zugtieren auf den stellenweise oft in schlechtem Zustand befindlichen Straßen notwendig. So setzten sich vor allem die Herren der neu entstandenen Fabriken, in erster Linie der Gründer der Textilindustrie in Steinen, der schweizerische Oberst Wilhelm Geigy, für den Bau der Wiesentalbahn ein. Nach knapp zwei Jahren Bauzeit wurde Steinen am 10. Mai 1862 mit der Eröffnung der Wiesentalbahn an das Eisenbahnnetz angeschlossen.
Als 1899 für den Betrieb einer neuen Spinnerei eine elektrische Kraft- und Lichtzentrale geschaffen wurde, bot die Firma dem Bürgermeisteramt an, auch die Straßenbeleuchtung und die Einrichtung der Hauslichter zu übernehmen: Die alten Petroleumlampen wurden abgebaut und Steinen wurde elektrifiziert.

### 20. Jahrhundert
Die beiden Weltkriege hinterließen tiefe Spuren in der Bevölkerung: Zur Ehrung der im Ersten Weltkrieg gefallenen Soldaten aus Steinen wurde 1935 die Gedächtnisanlage auf dem ehemaligen Kirchhof der Petruskirche nach den Plänen des Freiburger Architekten Hans Geiges errichtet. Hier wurden auf acht Sandsteintafeln die Namen der Gefallenen festgehalten. Nach Ende des Zweiten Weltkriegs musste das Mahnmal um weitere 13 Gedenktafeln erweitert werden.
Während des Zweiten Weltkriegs befanden sich etwa 500 Soldaten in der Gemeinde Steinen. Im Ortskern und in den Teilorten befanden sich insgesamt fünf Baracken, die Teil einer Verteidigungslinie waren.
Der Zweite Weltkrieg endete in Steinen bereits zwei Wochen vor dem offiziellen Kriegsende am 24. April 1945 mit der kampflosen Übergabe an französische Truppen. Die Franzosen errichten in der vormaligen NSDAP-Parteizentrale im heutigen Lindenhof ihre Kommandantur ein, von der aus die Besatzungsbelange fortan geregelt werden.
Architektonisch betrachtet überstand Steinen den Zweiten Weltkrieg relativ unbeschadet bis am 16. Dezember 1944 das „Kramerschen Haus“, welches bis 1849 Wohnsitz von Altvogt Scheffelt, später das alte Rathaus beherbergte, durch Bombenabwurf völlig zerstört wurde.  Fünf Menschen kamen dabei ums Leben. Auf dem ehemaligen Areal in der Eisenbahnstraße befindet sich heute die Metzgerei Hug und Parkplätze.
Steinen bildete bereits seit dem 14. Jahrhundert gemeinsam mit den Orten Höllstein, Hüsingen und Hägelberg eine Vogtei. Am 1. Januar 1974 wurde Weitenau nach Steinen eingemeindet. Am 1. Oktober 1974 erfolgte die Eingemeindung von Endenburg. Die heutige Gemeinde wurde am 1. Januar 1975 durch Vereinigung der Gemeinden Steinen, Hägelberg, Höllstein, Hüsingen und Schlächtenhaus neu gebildet. Durch diese Gemeindereform wurde Steinen die flächenmäßig sechstgrößte Gemeinde des Landkreises Lörrach.

### Einwohnerentwicklung

Einwohnerentwicklung von Steinen von 1625 bis 2015 nach nebenstehender Tabelle (Zeile 'Gesamt')

Die Bevölkerungsentwicklung zeigt zunächst eine Abnahme der Einwohnerzahl zum Ende des Dreißigjährigen Kriegs, 1648, dann eine langsame Zunahme der Einwohner bis 1833. In den folgenden Jahrzehnten ist ein starker Bevölkerungsanstieg, besonders in Steinen, zu verzeichnen, hervorgerufen durch die beginnende Industrialisierung.
| Jahr      | 1625 (ev*) | 1648 (ev*) | 1740 (ev*) | 1750 (ev*) | 1833  | 1839  |
| --------- | ---------- | ---------- | ---------- | ---------- | ----- | ----- |
| Steinen   | 240        | 180        | 303        | 373        | 494   | 937   |
| Höllstein | 150        | 133        | 187        | 187        | 272   | 378   |
| Hägelberg | 130        | 106        | 165        | 208        | 237   | 272   |
| Hüsingen  | 175        | 142        | 215        | 235        | 294   | 318   |
| Gesamt    | 695        | 561        | 870        | 1.003      | 1.297 | 1.905 |

| Jahr           | 1871  | 1895  | 1900  | 1953  | 1961  | 1970  | 1980  | 1990  | 1995   | 2000   | 2005   | 2010   | 2011   | 2015  | 2020   | 2024   |
| -------------- | ----- | ----- | ----- | ----- | ----- | ----- | ----- | ----- | ------ | ------ | ------ | ------ | ------ | ----- | ------ | ------ |
| Steinen        | 1.395 | 1.503 | 1.705 | 2.524 | 3.024 | 3.804 | 4.228 | 4.895 |        |        |        |        | 5.489  |       | 5.504  | 5.716  |
| Höllstein      | 697   | 733   | 769   | 1.382 | 1.586 | 1.659 | 1.666 | 1.720 |        |        |        |        | 1.867  |       | 1.996  | 1.947  |
| Hägelberg      | 273   | 331   | 368   | 316   | 395   | 511   | 576   | 653   |        |        |        |        | 736    |       | 711    | 752    |
| Hüsingen       | 339   | 335   | 298   | 382   | 402   | 446   | 412   | 496   |        |        |        |        | 559    |       | 579    | 582    |
| Weitenau       | 385   |       | 341   | 334   | 359   | 399   | 388   | 499   |        |        |        |        | 597    |       | 613    | 605    |
| Schlächtenhaus | 441   |       | 412   |       | 413   | 441   | 420   | 496   |        |        |        |        | 491    |       | 495    | 500    |
| Endenburg      | 568   |       | 390   |       | 340   | 336   | 348   | 390   |        |        |        |        | 413    |       | 454    | 503    |
| Gesamt         | 2.704 | 2.902 | 3.140 | 4.604 | 6.519 | 7.596 | 8.038 | 9.149 | 10.133 | 10.005 | 10.067 | 10.143 | 10.152 | 9.900 | 10.352 | 10.605 |

*ev: Die Einwohnerzahlen der Jahre 1625 bis 1750 stammen aus den Kirchenbüchern. welche nur die evangelischen Einwohner verzeichneten.
In der Summe der Einwohnerzahlen bis 1953 sind Weitenau, Schlächtenhaus und Endenburg nicht enthalten.

## Religion

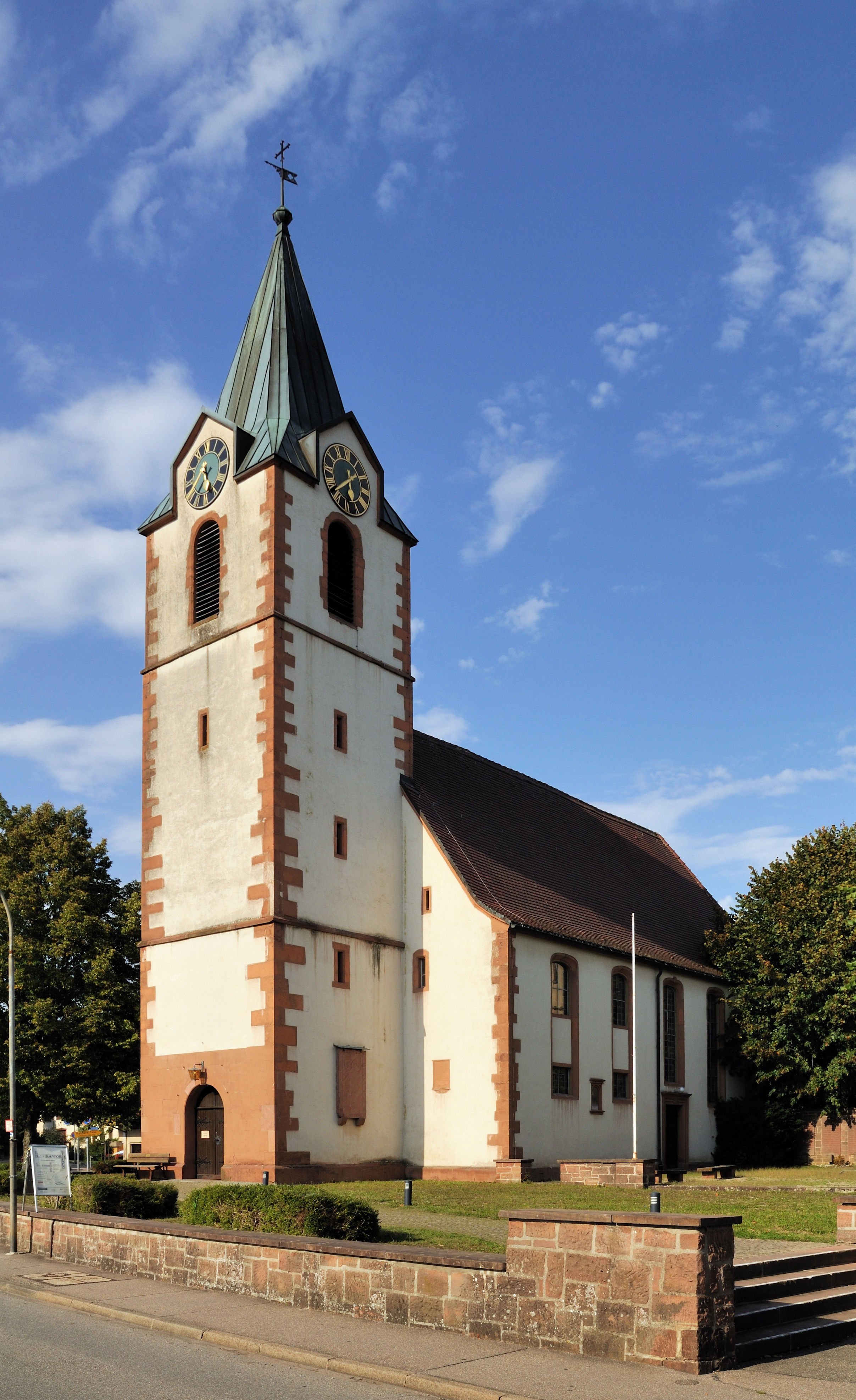
Evangelische Kirche St. Peter in Steinen

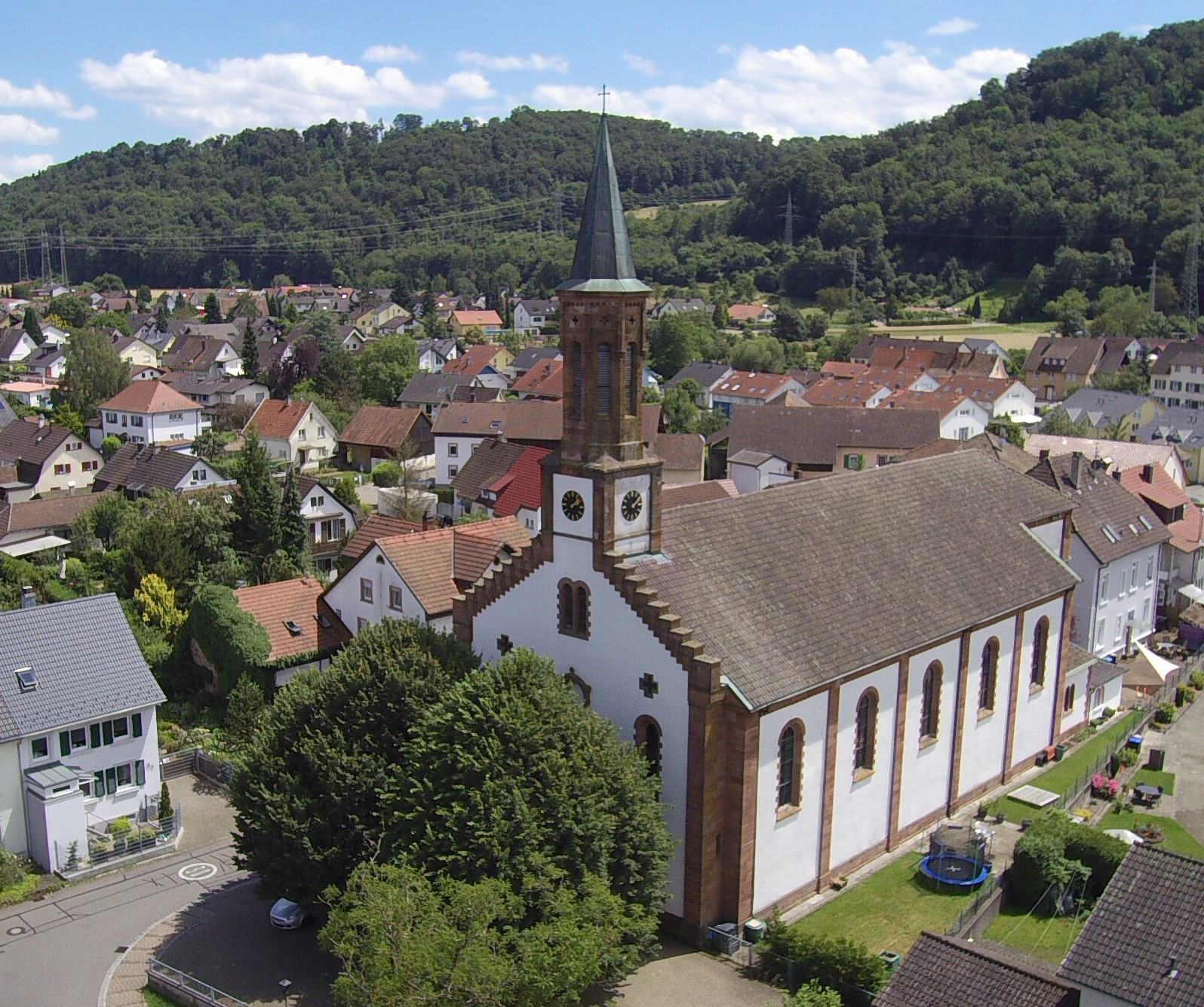
Katholische Kirche in Höllstein

Mit der Reformation von 1556 wurde Steinen wie das gesamte Markgräflerland evangelisch-lutherisch (siehe Geschichte der Reformation im Markgräflerland). Der Übertritt vom römisch-katholischen zum evangelischen Glauben nach lutherischer Lehre war aufgrund des Beitritts des Landesherrn Markgraf Karl II. zum Augsburger Bekenntnis möglich geworden, gemäß welchem es in den Händen des jeweiligen Fürstenherrn lag, nach welchen Glauben die Untertanen zu leben hatten. Noch heute gehört der überwiegende Teil der Bevölkerung der evangelischen Konfession an. Beim Zensus 2011 ergab sich folgende Verteilung der Konfessionen: 48,0 % evangelisch – 21,8 % katholisch – 30,3 % keine/sonstige Konfession.
Heute gibt es für den Kernort, Höllstein, Hägelberg und Hüsingen eine gemeinsame evangelische Kirchengemeinde. Die Ortsteile Weitenau, Schlächtenhaus und Endenburg gehören zur evangelischen Kirchengemeinde "An der Kleinen Wiese". Die mit der Landeskirche verbundene Arbeitsgemeinschaft für Seelsorge e. V. betreibt in Hägelberg außerdem seit 1970 das Haus Frieden.
Mit der Christus-Gemeinde besteht in Steinen eine Gemeinde der kleinen Evangelisch-Lutherischen Kirche in Baden, die sich im 19. Jahrhundert der Union von lutherischem und reformiertem Bekenntnis im Großherzogtum Baden widersetzt hat.
In Höllstein gibt es eine römisch-katholische Gemeinde, die für Steinen und Maulburg zuständig ist.
Im Ort ist auch der Evangelische Verein für innere Mission Augsburger Bekenntnis e. V., der zur Evangelischen Allianz gehört, vertreten. Außerdem gibt es die Christliche Gemeinde Dreiländereck die zur Täuferbewegung gehört und die Evangelische Freikirche Steinen e. V. im Ort. Die neuapostolische Gemeinde Steinen vereinigte sich 2019 mit der in Maulburg und die Kirche wurde danach entwidmet. In Steinen gibt es auch eine Ortsallianz der Evangelischen Allianz in der auch die evangelische Kirchengemeinde der Landeskirche mitarbeitet.

## Politik

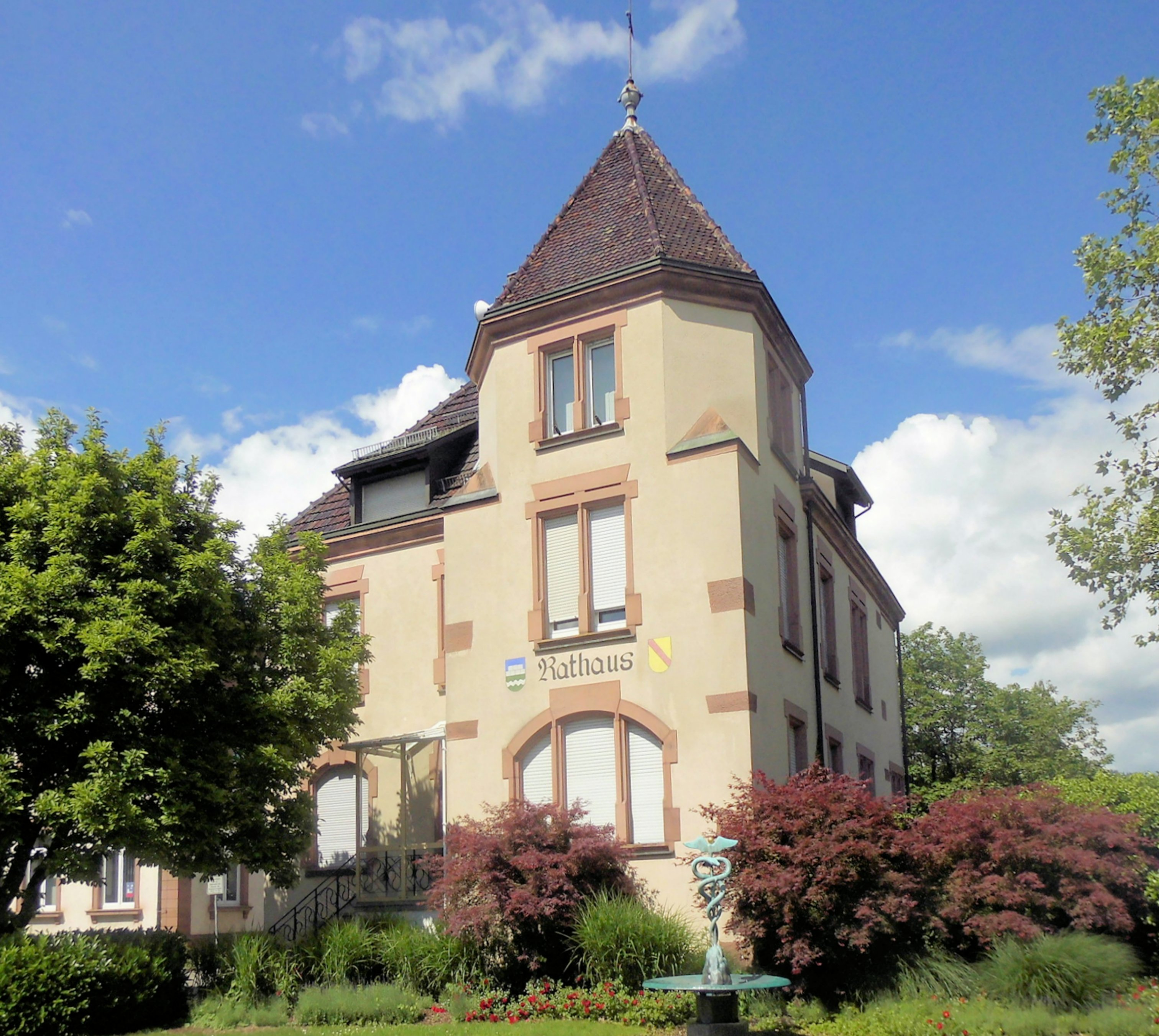
Rathaus Steinen

### Gemeinderat
Der Gemeinderat in Steinen besteht aus 22 gewählten ehrenamtlichen Gemeinderätinnen und Gemeinderäten und dem Bürgermeister als Vorsitzendem. Der Bürgermeister ist im Gemeinderat stimmberechtigt.
Die Kommunalwahl am 9. Juni 2024 führte zu folgendem Endergebnis.
| Partei / Liste                                    | 2009            | 2014           | 2019           | 2024    | 2024    |
| ------------------------------------------------- | --------------- | -------------- | -------------- | ------- | ------- |
| Christlich Demokratische Union Deutschlands (CDU) | 42,4 % 11 Sitze | 42,4 % 9 Sitze | 39,4 % 9 Sitze | 40,88 % | 9 Sitze |
| Gemeinschaft für ein lebenswertes Dorf            | 33,8 % 8 Sitze  | 31,9 % 7 Sitze | 33,2 % 7 Sitze | 32,39 % | 7 Sitze |
| Sozialdemokratische Partei Deutschlands (SPD)     | 23,9 % 6 Sitze  | 25,7 % 6 Sitze | 27,5 % 6 Sitze | 26,73 % | 6 Sitze |
| Wahlbeteiligung                                   | 51,2 %          | 51,8 %         | 59,9 %         | 61,80 % | 61,80 % |

### Europawahl
Bei den vergangenen drei Europawahlen gab es in Steinen folgende Ergebnisse für die Parteien, die 2019 unter den 28 Parteien und Gruppierungen mindestens fünf Prozent der Stimmen erzielten:
|       | 2009   | 2014   | 2019    | 2024   |
| ----- | ------ | ------ | ------- | ------ |
| CDU   | 35,1 % | 31,1 % | 28,3 %  | 30,3 % |
| SPD   | 20,3 % | 25,6 % | 15,6 %  | 13,6 % |
| Grüne | 17,3 % | 12,8 % | 23,8 %  | 13,2 % |
| AfD   | 00,0 % | 10,1 % | 11,0 %  | 16,1 % |
| FDP   | 13,3 % | 02,7 % | 05,30 % | 06,2 % |

### Bürgermeister
| Bürgermeister    | Amtsjahre |
| ---------------- | --------- |
| Karl Strübe      | 1921–1945 |
| Paul Becker      | 1945–1954 |
| Karl Ludin       | 1954–1968 |
| Johannes Pflüger | 1969–1983 |
| Herbert Stumböck | 1984–2000 |
| Rainer König     | 2000–2016 |
| Gunther Braun    | 2016–     |

Am 3. April 2016 gewann Gunther Braun die Bürgermeisterwahl in Steinen mit 75,7 % der Stimmen. Im ersten Wahlgang am 13. März 2016 verpasste Braun mit 45 % die absolute Mehrheit knapp. Braun übernahm die Amtsgeschäfte vom bisherigen Bürgermeister Rainer König am 29. Juni 2016. Am 7. April 2024 wurde Braun mit 77,6 Prozent der Stimmen für eine zweite Amtszeit wiedergewählt.
Rainer König wurde 2000 Bürgermeister von Steinen. Am 17. Februar 2008 wurde Rainer König mit 81 Prozent für weitere acht Jahre gewählt. Der Kandidat der Gemeinschaft für ein lebenswertes Dorf, Edmund Bronner, kam auf 18,6 Prozent.
16 Jahre lang, von 1984 bis 2000, war der gelernte Bauingenieur und gebürtige Schönauer Herbert Stumböck Bürgermeister der Gemeinde Steinen.
In seine Amtszeit fallen zahlreiche Projekte: Der Abschluss der Ortskernsanierung; der Bau des Wiesentalstadions in Höllstein, des Seniorenzentrum Mühlehofs, der Steinenberghalle in Schlächtenhaus, des Bürgerhauses in Hüsingen und des Grundschulneubaus am Schulzentrum.
1969 bis 1983 war Johannes Pflüger Bürgermeister. Während seiner Amtszeit wurden ebenfalls größere Bauvorhaben verwirklicht: Das Schwimmbad, das Bildungszentrum mit Sporthalle und ein neuer Kindergarten im Fröbelweg.
Karl Ludin, Bürgermeister bis 1968, übernahm die Amtsgeschäfte im Frühjahr 1954 von Paul Becker, der 1945 erster Bürgermeister nach dem Zweiten Weltkrieg geworden war.
Paul Becker wurde am 4. Mai 1945 von der Militärregierung als stellvertretender Bürgermeister eingesetzt. Er konnte mit der Verwaltung im Frühjahr 1946 in das später durch Kauf erworbene Haus Stadler, das heutige Rathaus, übersiedeln. 1948 wurde Paul Becker auf 8 Jahre gewählt.
Fast ein Vierteljahrhundert, von 1921 bis 1945, führte Webermeister Karl Strübe die Rathausgeschäfte.
Der ehemalige Vogt Johann Michael Scheffelt (1795–1853) hatte in der Mitte des 19. Jahrhunderts Steinens Wirtschaftsentwicklung maßgeblich vorangetrieben. Scheffelt war Mitglied im Landtag und hat sich in Steinen unter anderem um den Ausbau des Steinenbachs verdient gemacht. Im Zuge der Badischen Revolution und dem Einmarsch der Preußen 1849 wanderte er nach Amerika aus.

### Wappen
| Steinen        | Gemeinde Steinen | In geteiltem Schild oben in Blau eine aus sieben (drei oben, vier unten) Steinen bestehende silberne Mauer auf der Teilung, unten in Grün ein silberner Wellenbalken. Die sieben Steine stehen für die sieben Teilorte der heutigen Gesamtgemeinde, die Mauer steht als Symbol für die Stärke, die aus der Zusammenarbeit erwächst, der Wellenbalken symbolisiert die Wiese, die durch den Ort fließt. Das Wappen des Ortsteils Steinen gleicht dem der Gemeinde, hat aber statt sieben nur drei Steinblöcke. | In geteiltem Schild oben in Blau eine aus sieben (drei oben, vier unten) Steinen bestehende silberne Mauer auf der Teilung, unten in Grün ein silberner Wellenbalken. Die sieben Steine stehen für die sieben Teilorte der heutigen Gesamtgemeinde, die Mauer steht als Symbol für die Stärke, die aus der Zusammenarbeit erwächst, der Wellenbalken symbolisiert die Wiese, die durch den Ort fließt. Das Wappen des Ortsteils Steinen gleicht dem der Gemeinde, hat aber statt sieben nur drei Steinblöcke. | In geteiltem Schild oben in Blau eine aus sieben (drei oben, vier unten) Steinen bestehende silberne Mauer auf der Teilung, unten in Grün ein silberner Wellenbalken. Die sieben Steine stehen für die sieben Teilorte der heutigen Gesamtgemeinde, die Mauer steht als Symbol für die Stärke, die aus der Zusammenarbeit erwächst, der Wellenbalken symbolisiert die Wiese, die durch den Ort fließt. Das Wappen des Ortsteils Steinen gleicht dem der Gemeinde, hat aber statt sieben nur drei Steinblöcke. | In geteiltem Schild oben in Blau eine aus sieben (drei oben, vier unten) Steinen bestehende silberne Mauer auf der Teilung, unten in Grün ein silberner Wellenbalken. Die sieben Steine stehen für die sieben Teilorte der heutigen Gesamtgemeinde, die Mauer steht als Symbol für die Stärke, die aus der Zusammenarbeit erwächst, der Wellenbalken symbolisiert die Wiese, die durch den Ort fließt. Das Wappen des Ortsteils Steinen gleicht dem der Gemeinde, hat aber statt sieben nur drei Steinblöcke. |
| Endenburg      | Endenburg        | „In gespaltenem Schild vorn in Gold eine bewurzelte grüne Tanne mit schwarzem Stamm, hinten in Silber ein grüner Eichenzweig mit vier Eicheln und drei Blättern.“ | Hägelberg | Hägelberg | „In gespaltenem Schild vorn das badische Wappen, hinten in Blau ein goldenes Schwert.“ |
| Höllstein      | Höllstein        | „In gespaltenem Schild vorn das badische Wappen, hinten in Blau aus dem unteren Schildrand kommendes silbernes Gestein.“ | Hüsingen | Hüsingen | „In Blau eine gestürzte silberne Pflugschar, belegt mit dem badischen Wappenschild.“ |
| Schlächtenhaus | Schlächtenhaus   | „In Rot zwei schräggekreuzte silberne Schlachtbeile.“ | Weitenau | Weitenau | „Von Silber und Blau schräggevierter Schild belegt mit einem vierspeichigen Mühlrad in verwechselten Farben.“ |

### Gemeindepartnerschaft

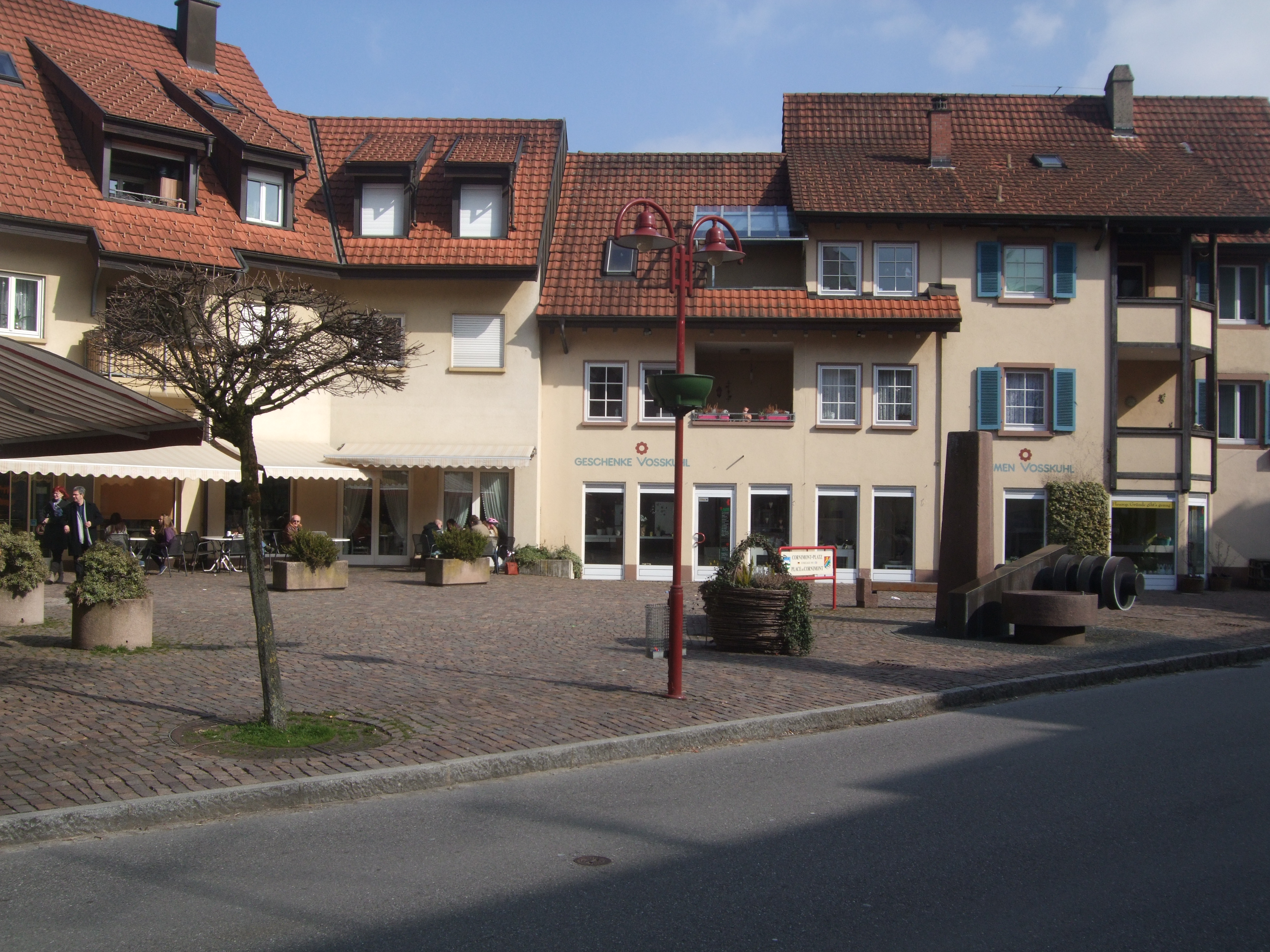
Cornimont-Platz im Zentrum Steinens

Steinen pflegt seit 1983 eine Gemeindepartnerschaft (Jumelage) mit der französischen Gemeinde Cornimont in den Vogesen. Der damalige Steinener Bürgermeister Johannes Pflüger und sein Cornimonter Amtskollege Gérard Braun besiegelten am 29. Mai 1983 auf dem Dorfplatz des Vogesenortes und Ende September 1983 nochmals in Steinen die Freundschaft zwischen den beiden Gemeinden.
Die Gemeinde Steinen würdigt die Partnerschaft mit dem Cornimont-Platz im Herzen des Dorfes. Als Gegenstück hierzu wurde auch in Cornimont im Oktober 2004 der „Square de Steinen“ eingeweiht.
Mit der Gemeinde Steinen im schweizerischen Kanton Schwyz pflegt Steinen eine informelle Freundschaft. Das schweizerische Steinen wird auch als «Stauffacherdorf» (nach dem von dort stammenden historischen Landammann Werner Stauffacher und dessen Familie) oder als «Chriesidorf» (schweizerdeutsch Chriesi ‚Kirsche‘) bezeichnet.

## Kultur und Sehenswürdigkeiten

### Museen
Der Schneiderhof wurde 1696 als typisches Schwarzwaldhaus erbaut und ist in seiner Ursprünglichkeit bis heute fast unverändert. Nach dem Tod der letzten Bewirtschafterin, Fräulein Berta Schneider, übernahm 1987 der gemeinnützige „Verein zur Erhaltung des Schneiderhofes in Kirchhausen e. V.“ den Schneiderhof und restaurierte ihn in den neun folgenden Jahren. Das Landesdenkmalamt stufte den Hof als „Kulturdenkmal von besonderer Bedeutung, an dessen Erhaltung ein gesteigertes öffentliches Interesse besteht“ ein. Heute ist der Hof ein Museum in Kirchhausen-Endenburg, welches dem Besucher ein anschauliches Bild der Lebens- und Arbeitsweisen unserer Vorfahren vermittelt.

### Parks
Der Vogelpark Steinen in privater Trägerschaft zeigt auf 10 ha etwa 1000 Tiere, neben Vögeln auch Berberaffen und Kängurus. In der Falknerei kann man Flugvorführungen von Adlern, Falken und Eulen beobachten.

### Wanderwege
Circa 60 % der Gemarkungsfläche der Gemeinde Steinen sind mit Laub- und Nadelwäldern bedeckt. Steinen bietet ein auf über 100 Kilometer gut ausgebautes und beschildertes Wander- und Radwegenetz zum Wandern, Nordic Walking oder Mountainbiken. Als Wanderziele bieten sich an: Der Vogelpark Steinen, der Schneiderhof in Kirchhausen, das ehemalige Kloster Weitenau, die Höllschlucht bei Schlächtenhaus/Endenburg, das Häfnet-Brünnele sowie der Waldlehrpfad in Endenburg.
Auch der Hebel-Wanderweg führt entlang des Flusses Wiese durch Steinen.

### Tor zum Naturpark Südschwarzwald
Bei einem Wettbewerb im Mai 2004 wurde die Gesamtgemeinde Steinen neben 4 weiteren Orten (Triberg, Emmendingen, Stühlingen und Wehr) mit dem Prädikat Tor zum Naturpark Südschwarzwald ausgezeichnet. Diese Kommunen haben bei der Ausschreibung neben einer Reihe von besonderen Kriterien, vor allem auch durch besondere Konzepte zur werblichen Darstellung des Naturparks und der Gesamtregion überzeugt. Anlässlich des „Summerfeschts“ der Gewerbetreibenden Steinens am 26. und 27. Juni 2004, wurde das Torschild der Bevölkerung vorgestellt.

### Sport

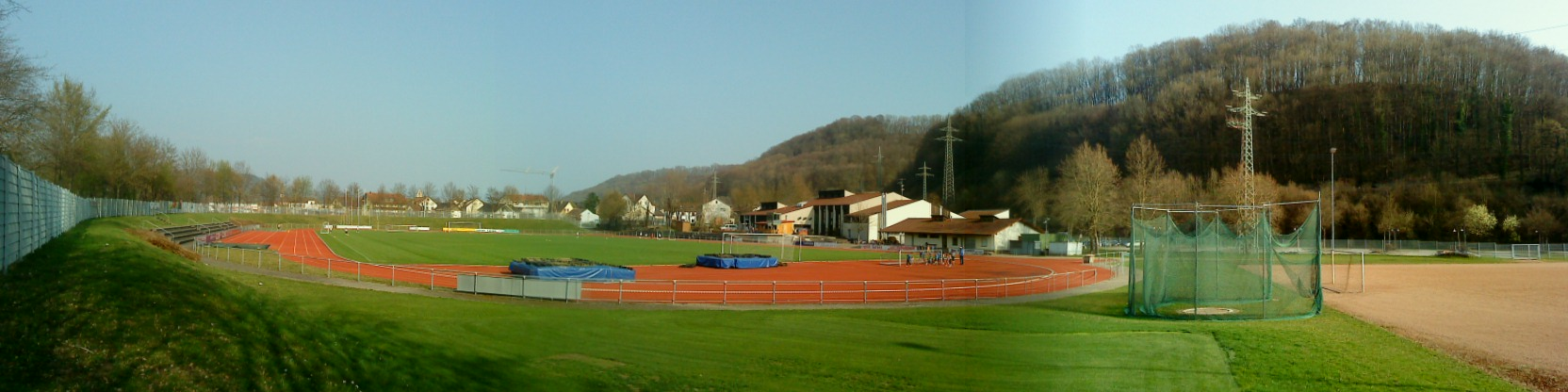
Wiesentalstadion in Höllstein, rechts im Hintergrund die Wiesentalhalle

In Steinen gibt es ein breites sportliches Angebot auf der Basis zahlreicher Vereine. Die größten Sportvereine sind:
- FC Steinen-Höllstein (Fußball), entstand 1919 als Fusion des 1912 gegründeten FC Steinen und des FV Höllstein
- TuS Höllstein (Leichtathletik, Volleyball, Ski, Gesundheitssport), mit rund 1200 Mitgliedern der größte Sportverein der Gesamtgemeinde Steinen, gegründet 1907
- Turnverein Steinen 1887 e. V. (Turnen, Tischtennis, Gesundheitssport)
- SG Maulburg Steinen (Handball), entlastenden 1997 durch Fusion des TV Steinen und HC Maulburg

Wiesentalstadion
Die wichtigste Sportstätte ist das 1990 in Betrieb gegangene Wiesentalstadion im Ortsteil Höllstein. Der Sportplatz beinhaltet sowohl einen Naturrasen- als auch einen Tennenplatz, eine Kunststoffbahn und verschiedene Hochsprung- und Weitsprung- sowie Wurfsporteinrichtungen. Dort finden vor allem die Trainings und Spiele bzw. Wettkämpfe des FC Steinen-Höllstein und TuS Höllstein statt.
Das Gelände wurde den Fußballern aus den Ortsteilen Steinen und Höllstein von der Firma Merian kostenlos überlassen, welches durch Vollzug des Meßbriefes im Juni 1988 in den Besitz der Gemeinde überging. Am 3. August 1989 erfolgte der Spatenstich.

### Freibad Steinen
Das Schwimmbad liegt am westlichen Ortsrand des Ortsteils Steinen und verbucht jährlich ca. 80.000 bis 100.000 Besucher. Das Schwimmbad setzt sich aus einem Nichtschwimmerbecken mit Wasserrutsche und einem Sportbecken mit Sprungturm sowie einer Kinderwasserlandschaft zusammen.
Im Jahr 1994 wurde das gesamte Technik-Gebäude erweitert und die Wasseraufbereitungsanlage erneuert.

### Minigolf-Anlage Steinen
Die sich neben Freibad und Tennishalle befindende Minigolf-Anlage wurde durch Bürgermeister König im Juli 2006 nach Renovierung neu eröffnet. Seit 2009 befindet sich die Anlage im Dornröschenschlaf und ist momentan nicht bespielbar. Die Gemeinde Steinen als Eigentümerin muss im Gemeinderat über die Zukunft des Areals beraten.

### Bauwerke und Plätze

#### Das Vogtshaus

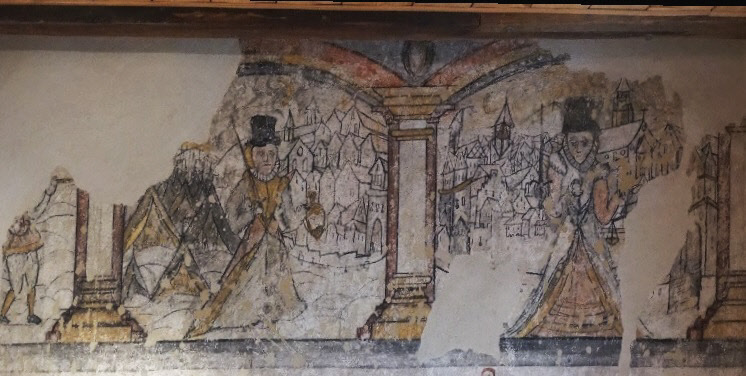
Wandgemälde im Vogtshaus in Steinen

Ein Haus von besonderer, bauhistorischer und heimatgeschichtlicher Bedeutung ist das „Vogtshaus“ mit Gebäudeteilen aus dem Jahre 1553, dessen Sanierung durch den Förderkreis Vogtshaus Steinen e. V. in den Jahren 1988–1994 bewerkstelligt wurde. Das Vogtshaus, früher gerne als die „Ritterburg“ bezeichnet, ist ein dreigeschossiges Steinhaus auf L-förmigem Grundriss. Im Winkel der beiden Hausflügel ist ein Treppenturm mit steinerner Spindeltreppe angebaut. Die ältesten Teile des heute erhaltenen Gebäudes stammen aus der Zeit vor 1553, stellten aber bereits einen Anbau an ein noch früheres Gebäude dar. Dieses wurde 1553/56 durch einen Neubau ersetzt und mit dem Anbau vereinigt. Nach einer längeren Bauunterbrechung wurde das Gebäude 1593/94 grundlegend renoviert und erweitert. Zu der heute erhaltenen vorbarocken Ausstattung gehören fein gearbeitete Steinmetzarbeiten, eine Wappentafel, ausgemalte Fachwerkfelder, gemalte Architekturrahmung und ein qualitativ hochwertiges Wandbild.
Das spätmittelalterliche Bürgerhaus diente den „Haller-Vögten“ (Bastian 1571–1597 und seinem Sohn Jakob 1597–1610) als Metzig, Herberge und Gemeindewirtschaft sowie als Amtshaus. Die Chronik berichtet, dass die Familie Haller fast dreieinhalb Jahrhunderte hindurch im Dorf die Richter, Stabhalter und andere Ämter der Vogtei stellte.

#### Das Schloss zu Steinen

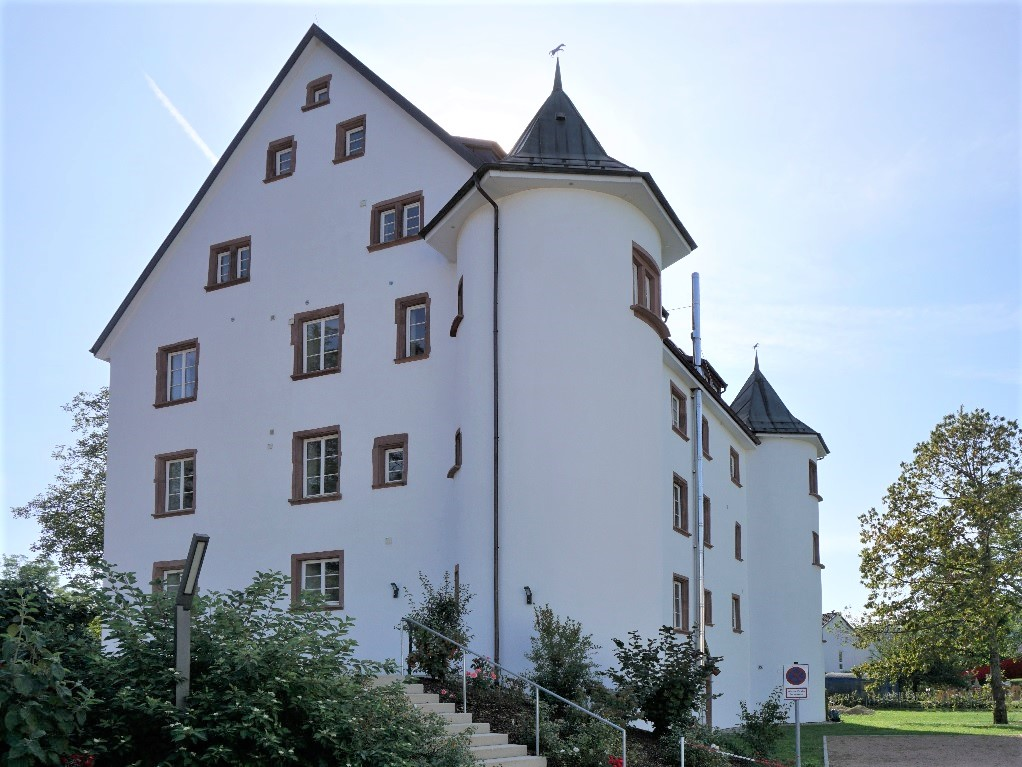
Schloss Steinen nach der Sanierung

Erstmals erwähnt wird die frühere Burg im Jahr 1278 als das Rotenbergische Ehepaar Dietrich V und Adelheid, welche einer jüngeren Seitenlinie der freien Herren von Rötteln entstammten, die Burg und weitere Güter dem Kloster St. Blasien vermachten. Wo sich die Burgstelle befand, lässt sich heute nicht zweifelsfrei klären, vermutlich auf dem Platz des heutigen Schlosses. Im Jahre 1563 wurde das damalige Wasser-Schloss von Gregorius Krafft von Dellmensingen von Grund auf erneuert, die eingemeißelte Jahreszahl 1563 über der Eingangstür und einem Fenstergewände an der Südseite zeugen von diesem Umbau. Im Jahr 1574 verkaufte er das Schloss an Wilhelm von Heidegg. Dieser trat sofort von dem Kauf zurück, als er von den massiven Schulden erfuhr, die auf dem Bau lasteten. Die sich anschließenden Prozesse wurden erst 1580 durch Vergleich beendet. Zwischen 1597 und 1605 lebten auf dem Schloss verschiedene Rötteler Obervögte. Nach der Zerstörung des Schloss Rötteln 1678 zog die markgräfliche Burgvogtei nach Steinen und residierte dort für mehrere Jahre. 1697 wurde das Schloss schließlich an Friedrich de Rougemont, dem Bürgermeister von La Chaux-de-Fonds (Kanton Neuenburg, Schweiz) verkauft. Dessen Witwe Rose de Rougemont verkaufte den Besitz 1716 und das Schloss wurde in der Folge durch Pächter verwaltet.
Im November 1745 endet die eigentliche Geschichte des Schlosses: das baufällige Schlossgut zu Steinen und das umgebende Land wurden Stück für Stück vom Markgraf versteigert. Von jetzt an ist der alte Adelssitz ein Bürgerhaus: Schulmeister Ludwig Winter ersteigerte das Schloss für 1525 Pfd, den Rest erwarben 36 Einwohner. Das heutige Aussehen des Schlosses wird stark durch die Erneuerung des alten Wahrzeichens Steinens durch Wilhelm Friedrich Reinau nach 1888 bestimmt.
Das Steinener Schloss findet auch Erwähnung im Badischen Sagenbuch: Die Sage „Die Häfnetjungfrau (D'Häfnetjumpfere)“ erzählt von der Hartherzigkeit und dem Hochmut früherer Schlossbesitzer. Johann Peter Hebel kannte das Schloss noch als Staffelgiebelhaus. Im Gedicht „Die Häfnetjungfrau“ heißt es: „’s stoht im Wiesethal und in den einseme Matte / No ne Huus, me seit em numme ’s Steinemer Schlößli … mit sine Staflen am Giebel …“
Seit 2015 wurde das denkmalgeschützte Schlössle durch den Bauherren Götz Rehn saniert. Unter anderem wurden im Dachgeschoss weitere Gauben eingebaut, um dadurch acht Mietwohnungen zu schaffen.

#### Kirchen
Vermutlich wurde die erstmals 1112 schriftlich erwähnte Kirche bereits um 1050 als einfache Kapelle der Herrn des Dorfes erbaut. Bestandteile der im 14. Jahrhundert erbauten Nachfolgekapelle sind in der heutigen Petruskirche erkennbar. Das heutige Aussehen des Barockbaus mit spätgotischen Elementen der alten Kirche im Inneren wird durch die grundlegende Renovierung 1741–1759 bestimmt. Einige Jahre später (1769) wurde der Kirchturm ebenfalls von Grund auf neu errichtet.
Die Grabplatte der Jungfrau Maria Reichin von Reichenstein, welche sich an der rechten Seite der Petruskirche befindet, stammt aus dem Jahr 1564. Der Dame wird nachgesagt, die sagenhafte Häfnetjungfrau zu sein.
Die katholische Pfarrkirche Unbefleckte Empfängnis Mariä in Höllstein ist ein einschiffiger, rechteckiger Saalbau, an dessen Längsseite sich fünf rundbogige, hohe Fenster befinden. Er wurde wegen der steigenden Anzahl an katholischen Einwohnern während des Booms der Textilindustrie in den Jahren 1865 und 1866 vom Freiburger Architekt Ludwig Engesser erbaut.
Eine architektonische Besonderheit stellt die 1962 eingeweihte evangelisch-lutherische Christuskirche dar.

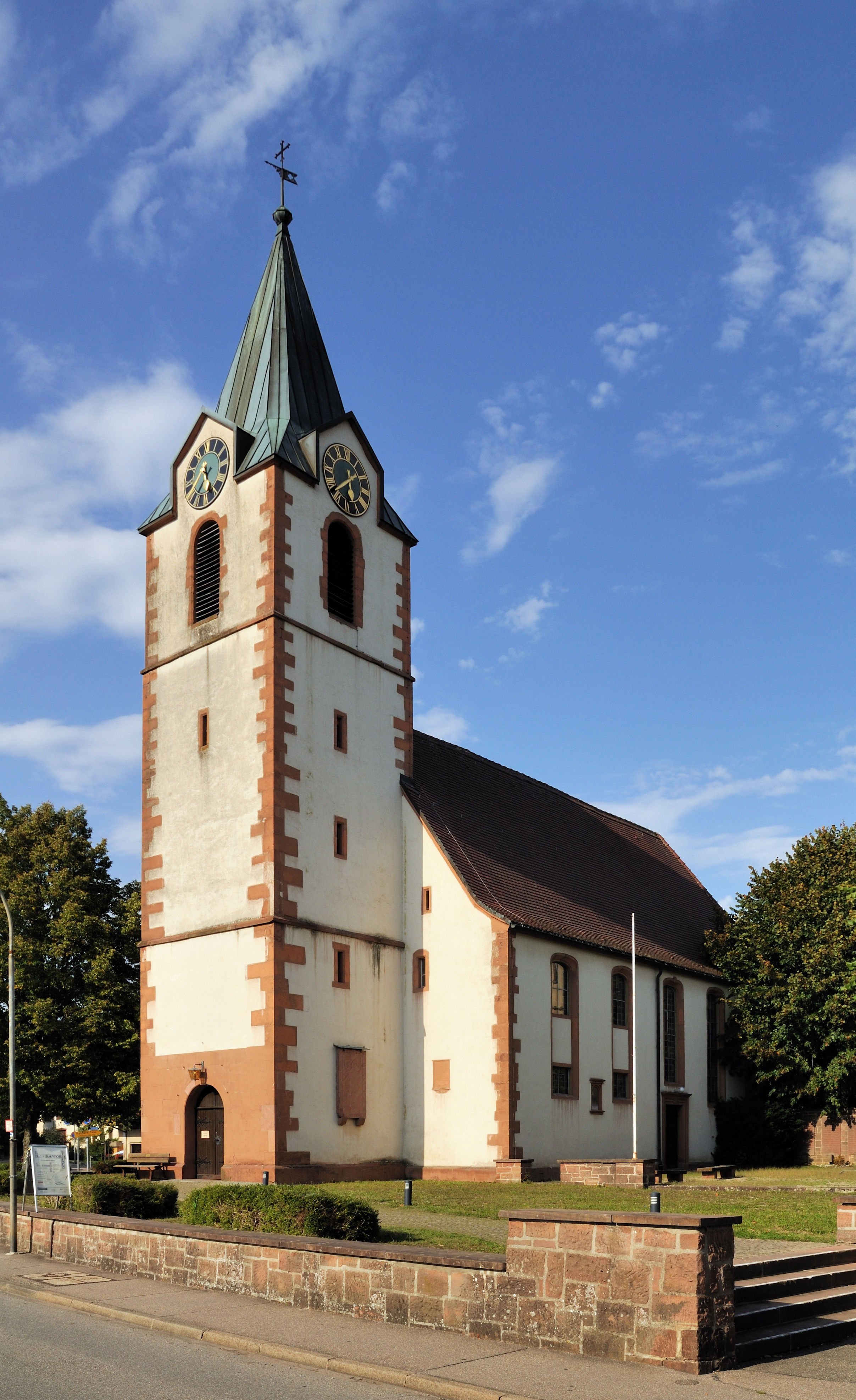
Evangelische Petruskirche Steinen
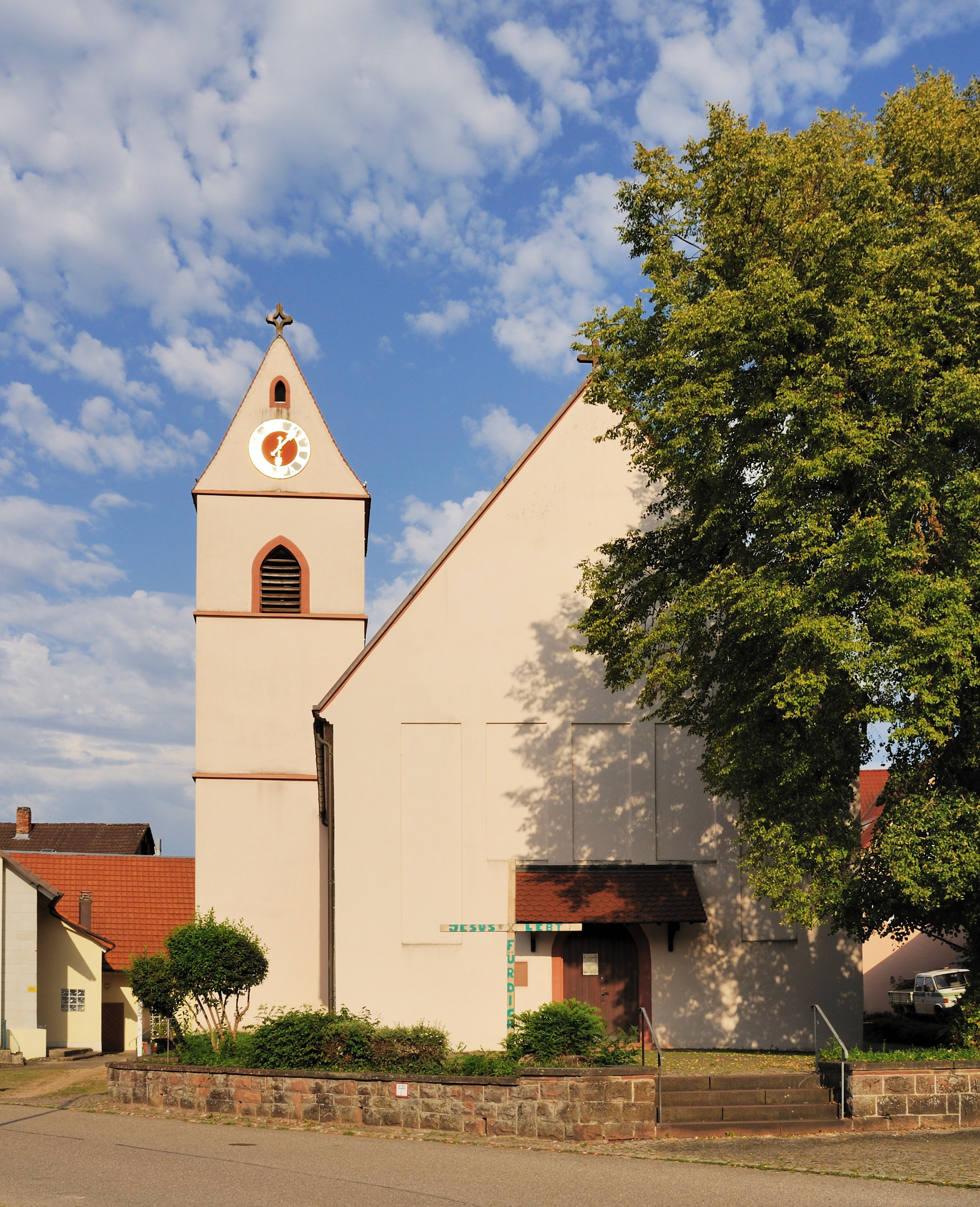
Evangelische Margarethenkirche Höllstein
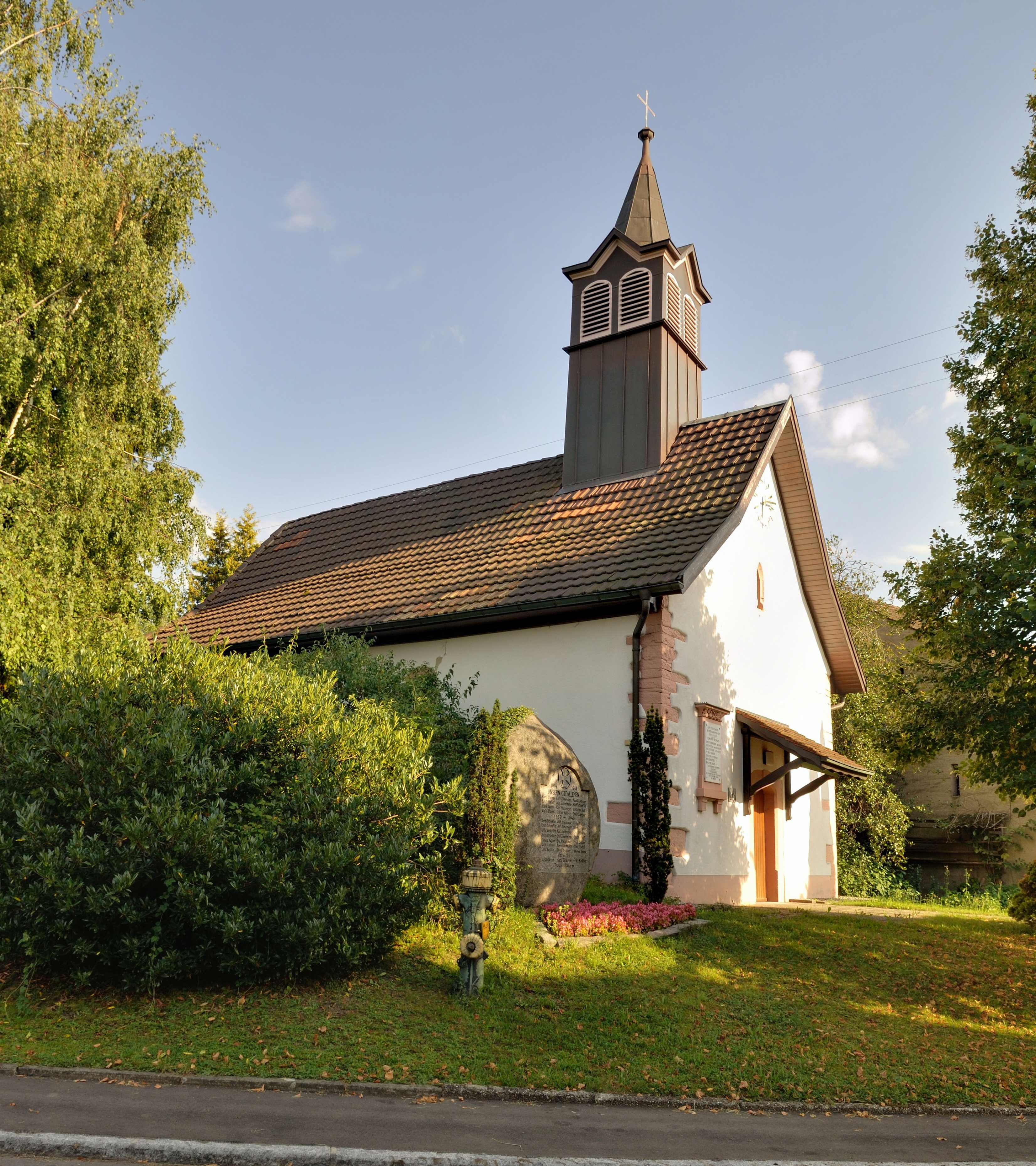
Evangelische Kirche Hüsingen
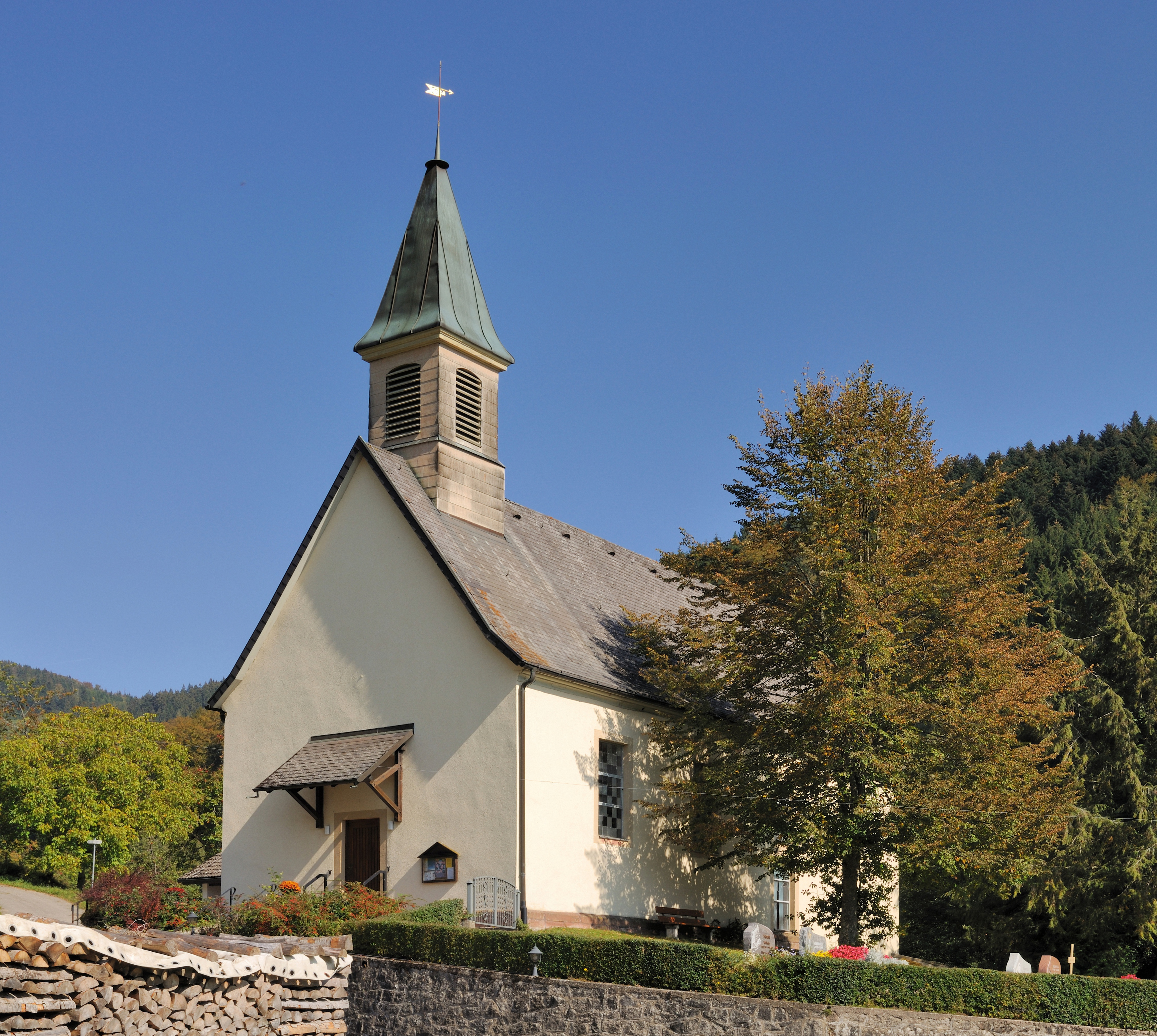
Evangelische Kirche Endenburg
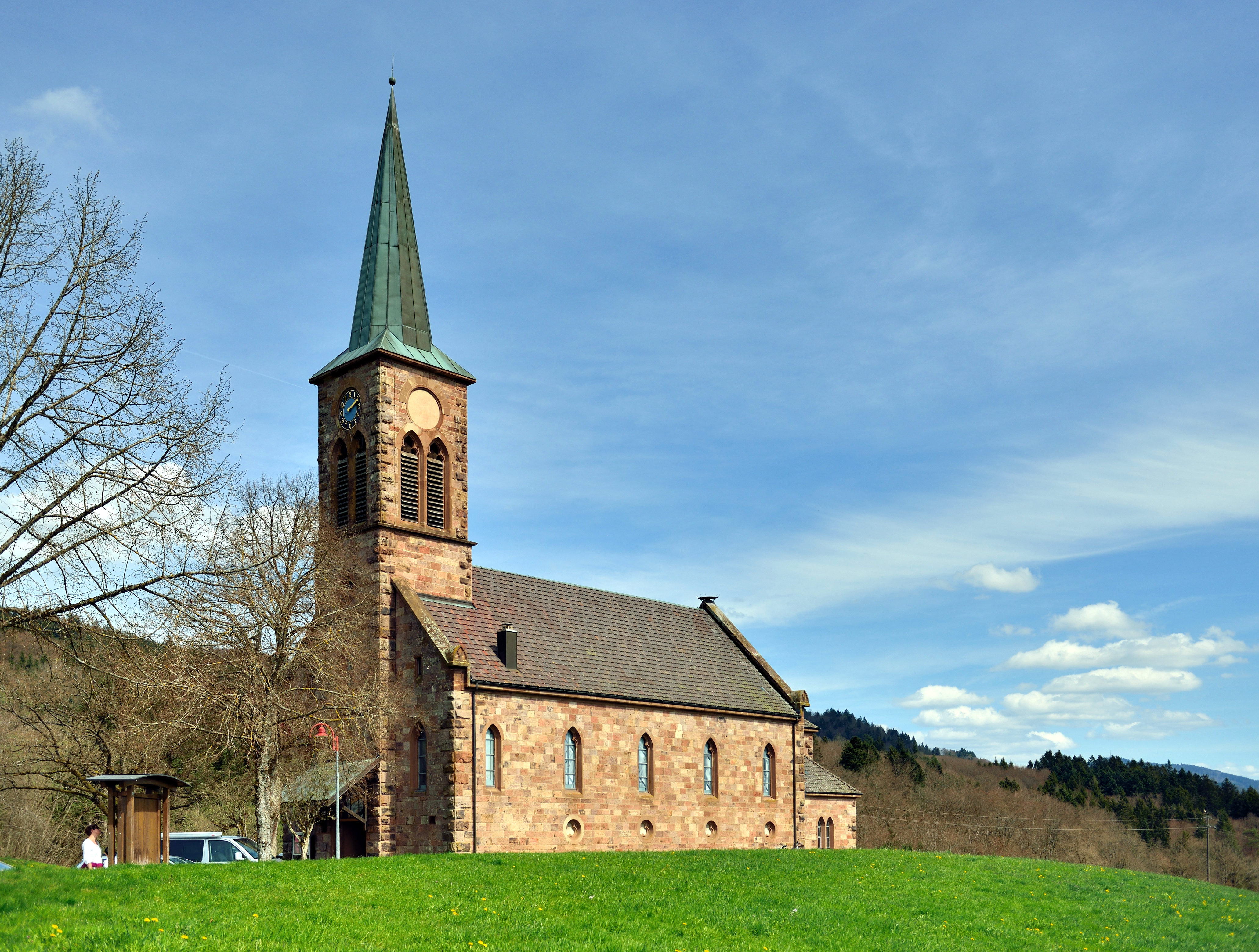
Evangelische Kirche Hofen
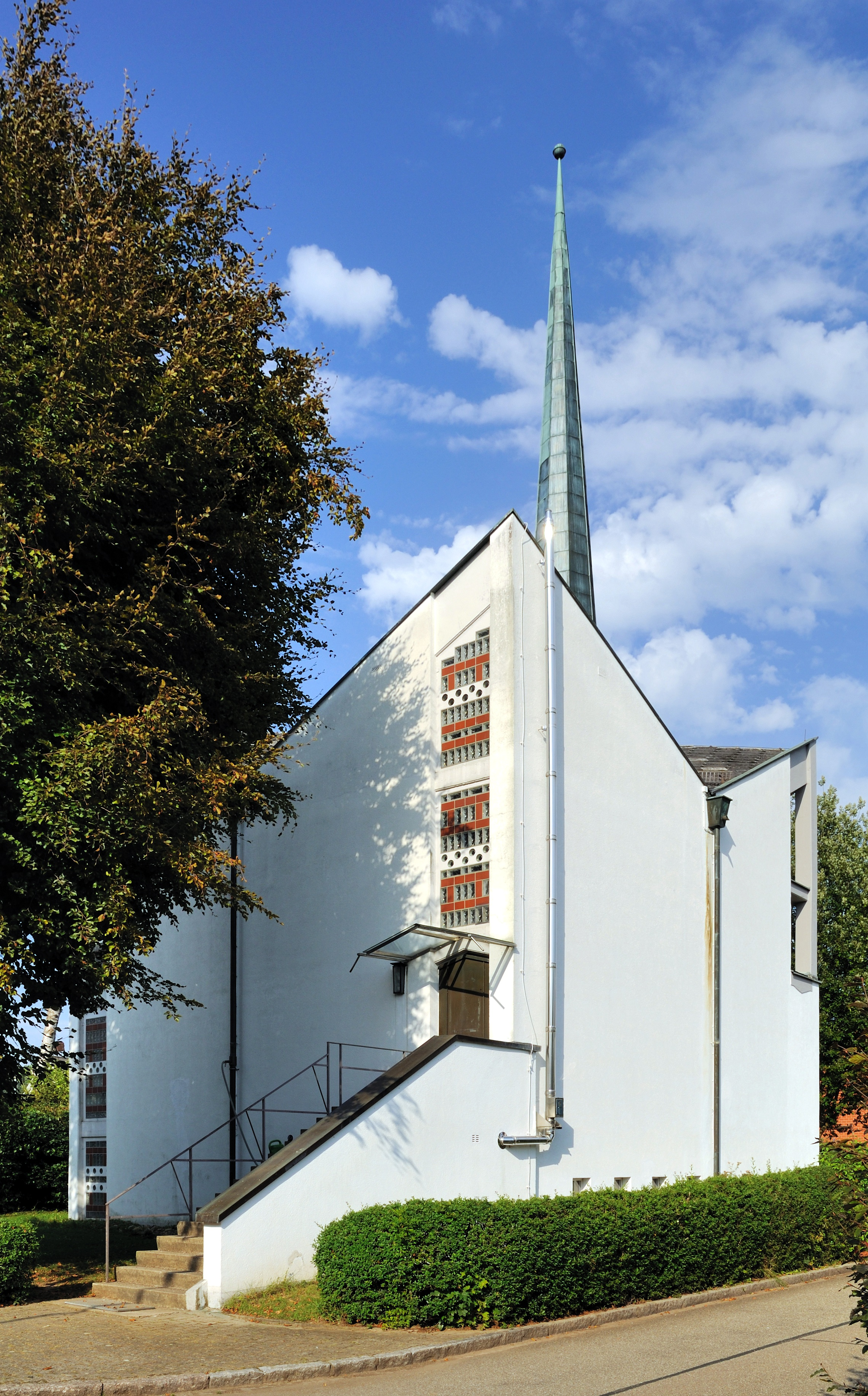
Evangelisch-lutherische Christuskirche Steinen
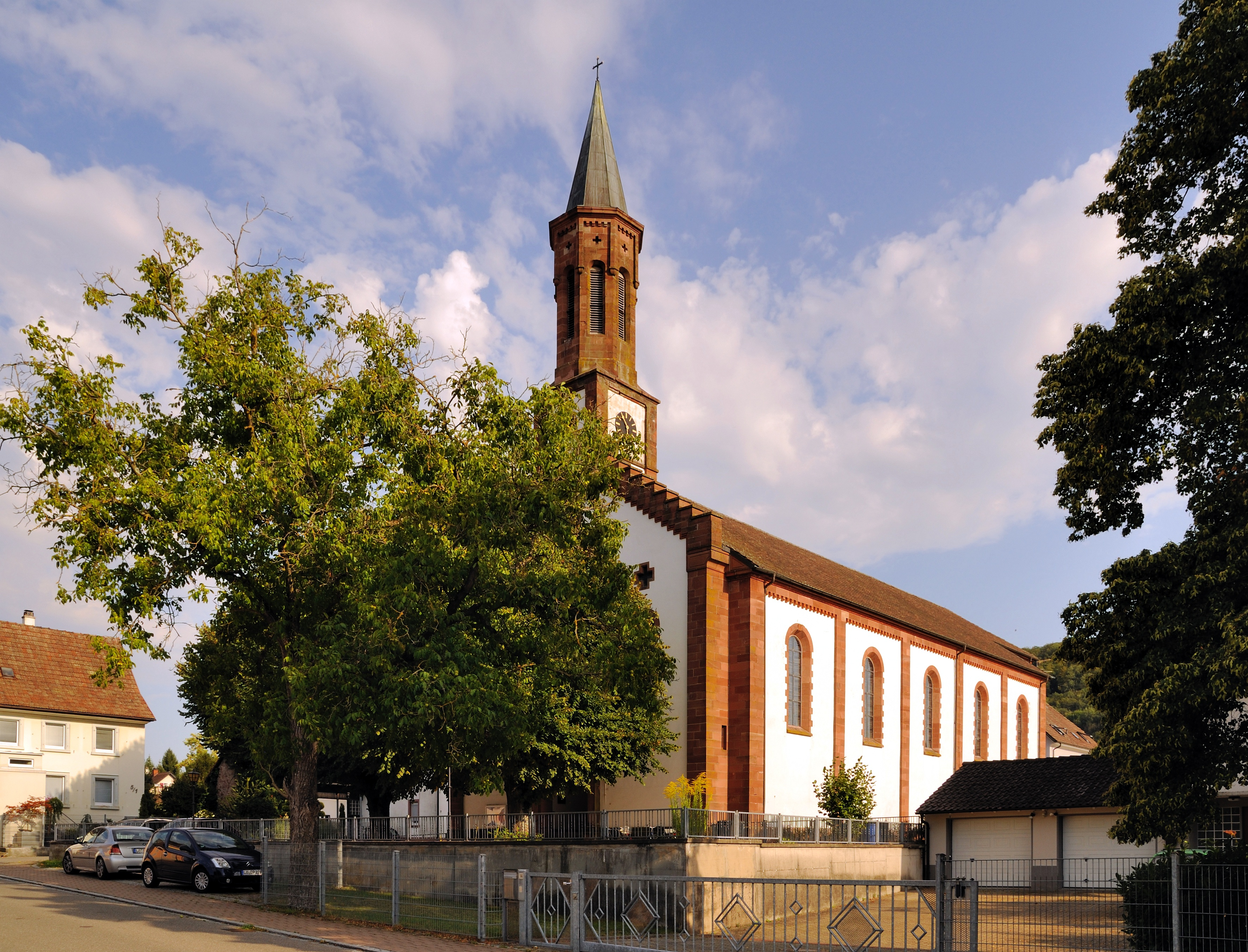
Katholische Pfarrkirche Unbefleckte Empfängnis Mariä in Höllstein

#### Villa Köchlin

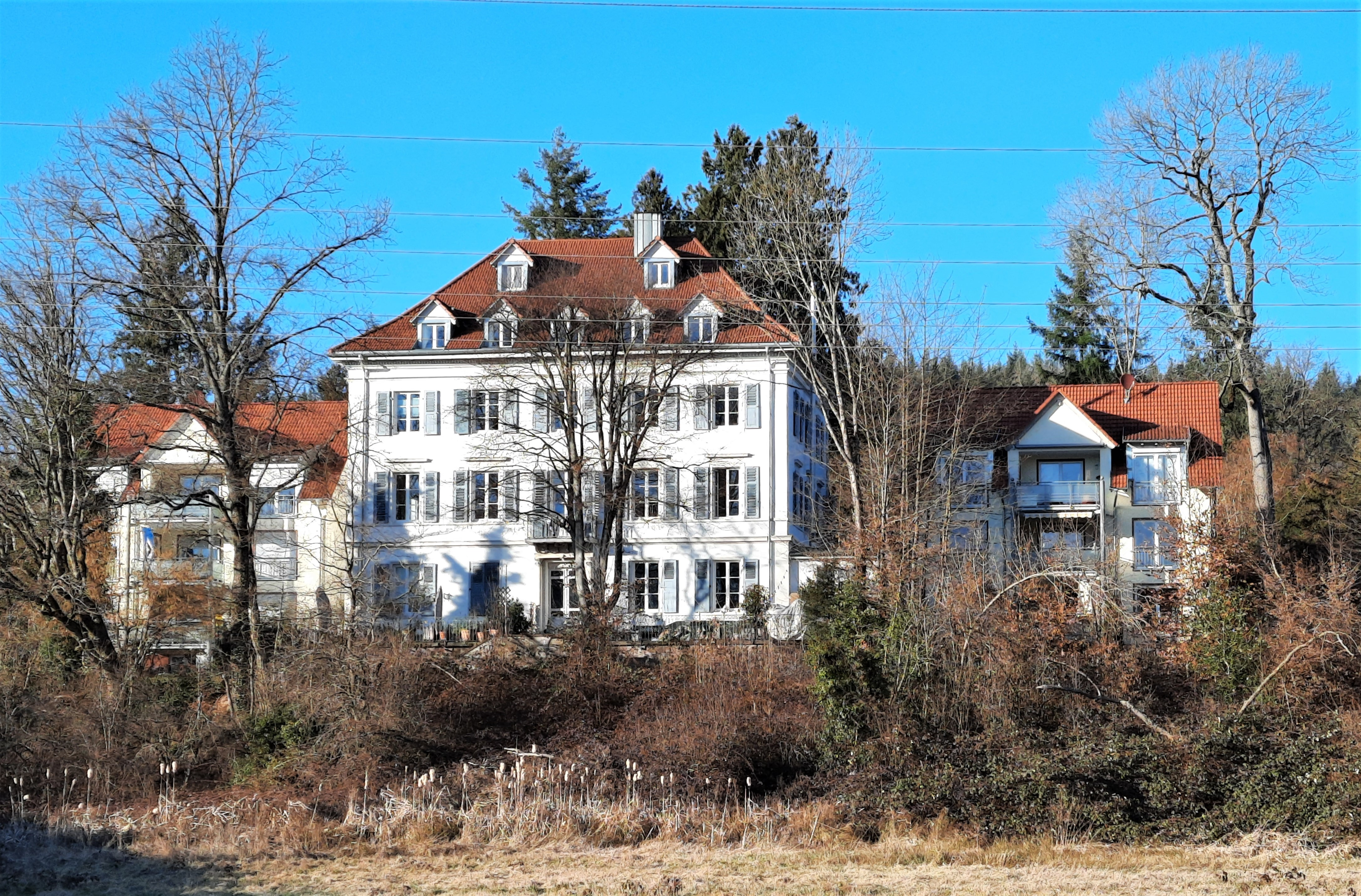
Villa Köchlin (auch Villa Merian) in Steinen

Die als Baudenkmal eingestufte spätklassizistische  Villa, als Wohnhaus von Major Geigy-Lichtenhahn, des Gründers der Spinnerei Steinen, erbaut, stammt aus dem Jahr 1840 – der Blütezeit der Textilindustrie im Wiesental. Nach zehnjährigem Leerstand wurde die Villa im Jahr 2005 unter größtmöglicher Erhaltung der Bausubstanz saniert. Die zum historischen Ensemble gehörenden Gebäude, das ehemalige Gärtner- und Kutscherhaus, wurden 2005 neu errichtet.

#### Marktplatz
Bereits 1602 erhielt Steinen das Marktrecht und wurde Marktflecken. Der Ort hatte zu dieser Zeit samt Schloss und Mühlen nachweisbar 36 Häuser mit Gärten und Scheunen. Der Markt war sicherlich während der ersten Jahrzehnte des Dreißigjährigen Kriegs, welcher wieder starke Lücken in den Häuser- und Bevölkerungsstand riss, nur wenig besucht. Mit dem Markt erhielt Steinen so etwas wie eine Zentrumsfunktion in diesem Teil des Wiesentals. Der Marktplatz befand sich bald am heutigen Standort und die gute Absatzsituation, die die Bauern auf dem Steinener Markt vorfanden, trug mit dazu bei, dass das Dorf 1766 sogar das Recht erhielt, zusätzlich zum Wochenmarkt noch zwei Vieh- und Krämermärkte abzuhalten. Durch die Gründung der Textilfabriken in den Jahren 1834/1835 stieg die Einwohnerzahl sehr rasch um ca. 600 Personen, welche keine Selbstversorger waren und ihre Lebensmittel einkaufen mussten. Aus diesem Grund erhielt die Gemeinde Steinen im Oktober 1836 die Genehmigung, dienstags und freitags einen Wochenmarkt abzuhalten. Im April 1860 wurde der Marktplatz mit 32 steinernen Pfosten eingezäunt und mit Querstangen versehen. Vier Jahre später entstand hinter dem Marktplatz am Kanal ein öffentlicher, überdachter Waschplatz, zudem erstellte die Gemeinde an der Straße einen größeren Dachvorsprung zum Schutz vor Regen beim Verkauf der Marktwaren. Der Wochenmarkt hielt sich bis in den Ersten Weltkrieg hinein. Die Rationalisierungsmaßnahmen der letzten Kriegsjahre des Ersten Weltkriegs bedeuteten schließlich das vorläufige Ende des Wochenmarktes. Im Sommer 1974 wurde die Tradition des Wochenmarktes unter Bürgermeister Johannes Pflüger wieder aufgenommen. Heute findet auf dem ursprünglichen Platz, dem damaligen „Lindenplatz“, vor dem Gasthaus Löwen jeden Mittwoch und Samstag der Wochenmarkt statt.

#### Ehemalige mechanischen Spinnerei und Weberei Steinen – das „Quelle Areal“

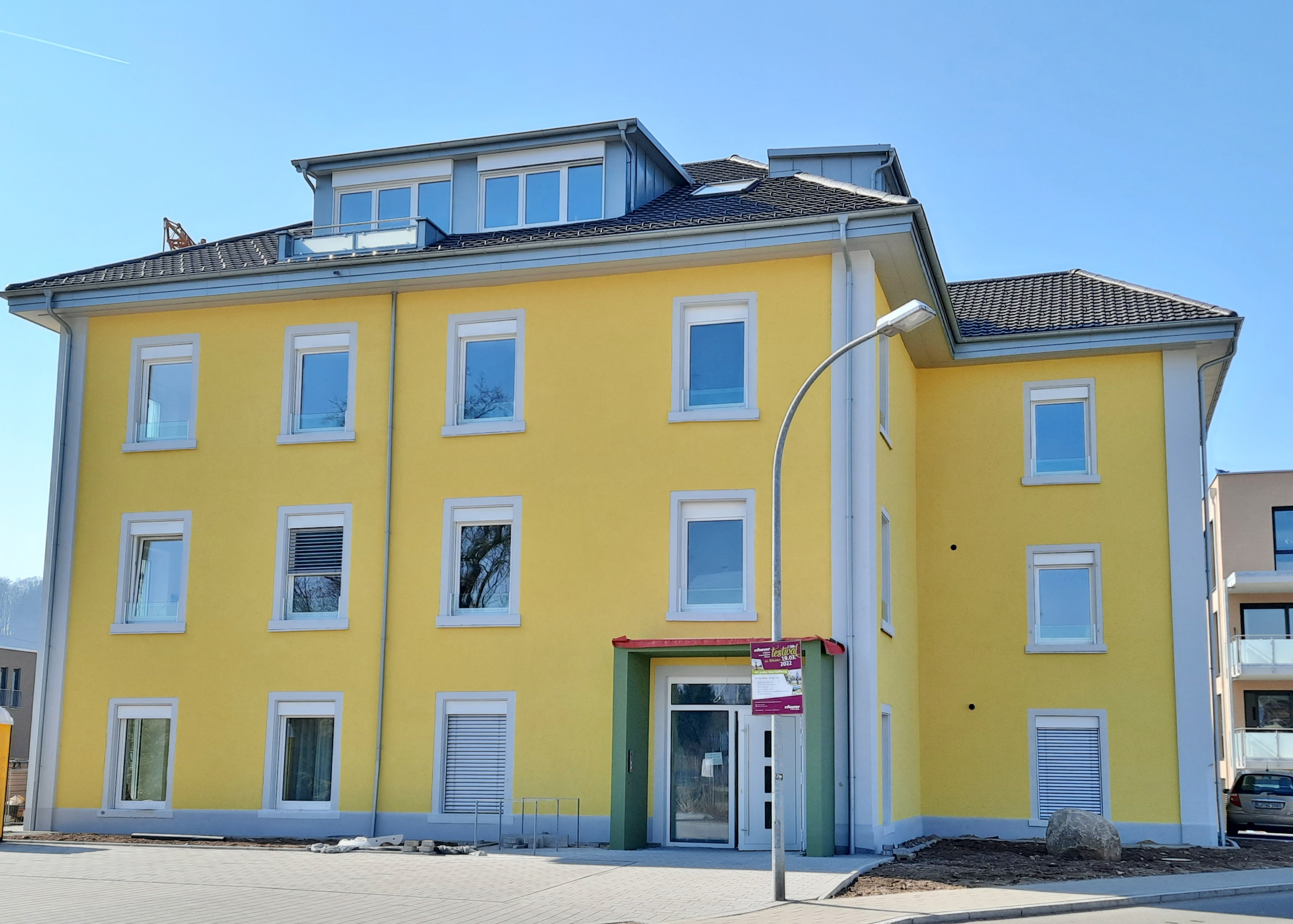
"Gelbes Haus" - ehemaliges Verwaltungsgebäude der Weberei.

Das Gelände zwischen Bahnhofstraße, Egertenweg und Lörracher Straße – heute als „Quelle Areal“ bezeichnet – mit den beiden historischen Gebäuden dem „Gelben Haus“  und das ehemalige Turbinenhaus sind ein Relikt aus Steinens textiler Hochzeit und gehörten zur 1836 von Wilhelm Geigy gebauten „unteren Fabrik“ der mechanischen Spinnerei und Weberei Steinen.
Im Jahr 1965 übernahm die Firma Merian das Gelände, seit 1970 war es im Besitz der Medima. Nach dem Medima-Konkurs in den 90er Jahren wurden die Gebäude vom Quelle-Versandhaus genutzt. Die Gemeinde Steinen erwarb schließlich im Dezember 2008 den größten Anteil des 3,5 Hektar großen Grundstücks für etwa zwei Millionen Euro aus der Karstadt-Quelle-Konkursmasse. Zeitweise war dort der Werkhof angesiedelt. Inzwischen hat die Umwandlung der brachliegenden Gewerbefläche in ein Wohngebiet begonnen.
Im Jahr 2020 begann die Kommunale Wohnbaugesellschaft Steinen mit dem Bau von drei farbenfrohen Mehrfamilienhäusern (Haus 1, 2, 3) mit jeweils 13 Wohnungen auf dem Areal der Alten Weberei. Nebenan sind einige Mehrfamilienhäuser sowie sechs Reihenhäuser entstanden.
Das „Gelbe Haus“ war einmal das Verwaltungsgebäude der Alten Weberei, hier sind fünf Mietwohnungen sowie eine Wohngemeinschaft für demenzkranke Menschen entstanden.
Das ehemalige Turbinenhaus bekommt Anbauten und wird zukünftig eine Kinderarzt-Praxis beherbergen.

#### Ehemaliges Laborantenhaus

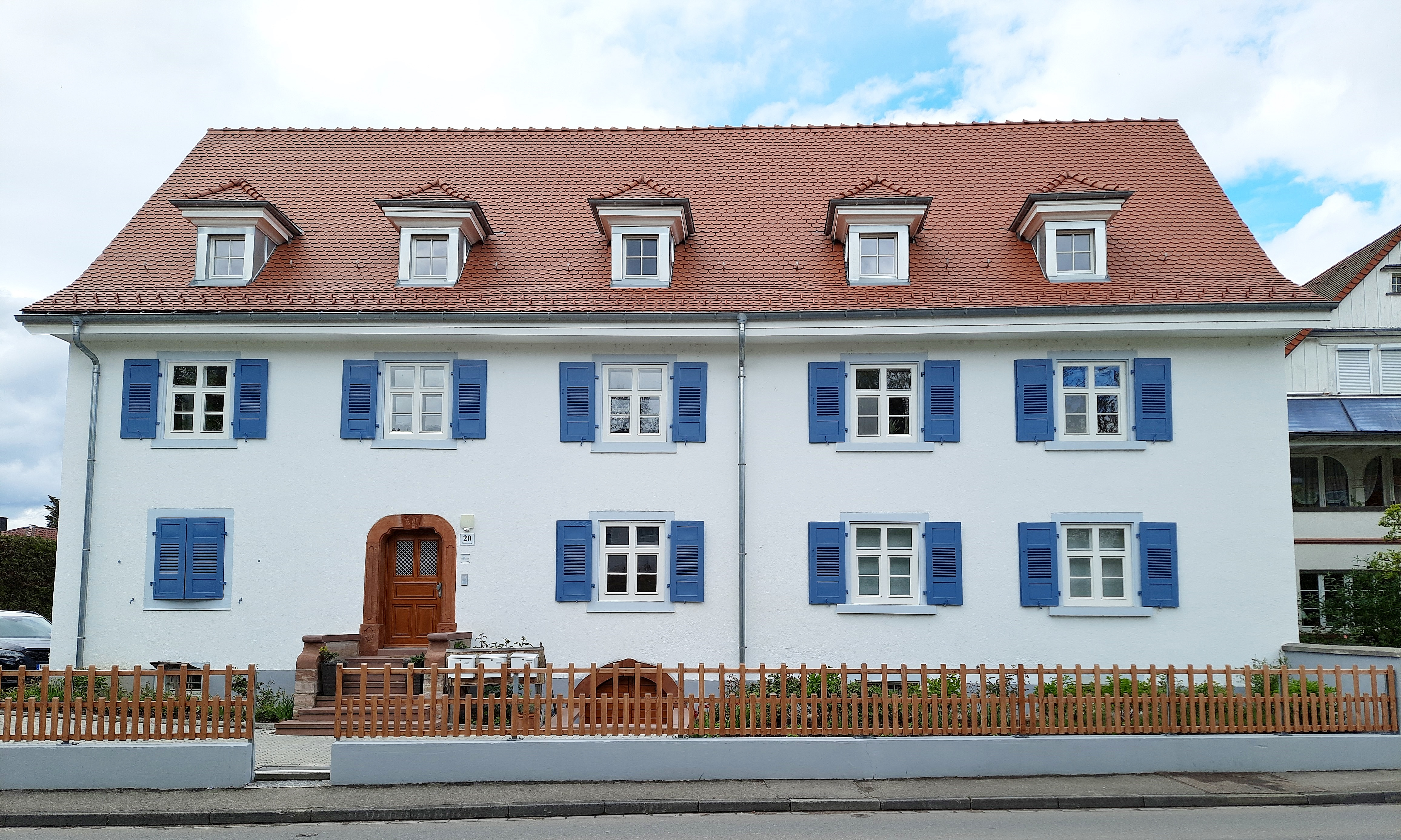
Steinen Lörracher Str. 20

Ein ursprünglich 1760 errichtetes langgestrecktes, zweistöckiges Wohngebäude (Lörracher Straße 20) wurde mit Hilfe der Denkmalstiftung Baden-Württemberg saniert und im März 2022 als Denkmal des Monats ausgezeichnet. Das einst von einem Chirurg und Bader erbaute Gebäude wurde ab 1921 von der Mechanischen Spinnerei und Weberei als Wohnbau für die Beschäftigten (Laborantenhaus) genutzt. Heute ist das Kulturdenkmal in Privatbesitz und wurde nach längerem Leerstand umfassend saniert.

#### Lindenhof
Textilfabrikant Albert Köchlin und seine Frau gründeten vor über hundert Jahren die erste Steinener Kinderkrippe im heutigen Wohnhaus „Lindenhof“ in der Kanderner Straße. Hier konnten die in der Fabrik arbeitenden Frauen ihren Nachwuchs betreuen lassen. Während des Zweiten Weltkriegs beherbergte der Lindenhof die NSDAP-Parteizentrale, nach der Besatzung durch französische Truppen die Kommandozentrale.

#### Historische Gasthäuser
Das älteste Gasthaus am Ort ist das Gasthaus „Ochsen“, der seine Konzession 1677 erhielt. 1694 folgte das Gasthaus „Hirschen“, der bis 1959 bestanden hat. Wenig später folgte der „Salmen“, der nach dem Zweiten Weltkrieg aufgegeben wurde. Schließlich wurde 1739 der „Löwen“ und 1809 die „Sonne“ eröffnet.

##### Gasthaus Ochsen

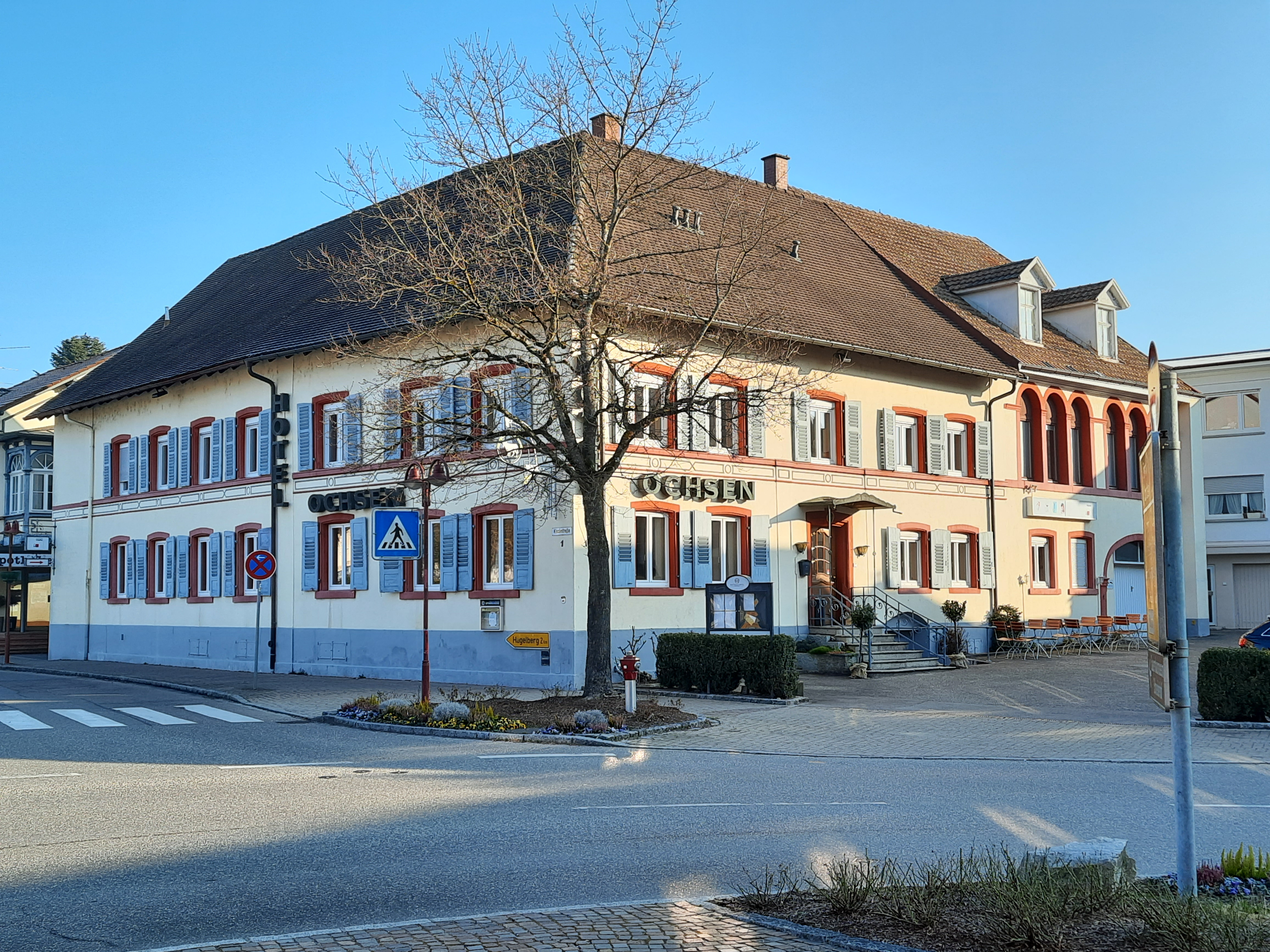
Gasthaus Ochsen in Steinen

Das älteste Gasthaus Steinens, der „Ochsen“, erhielt erstmals 1677 seine Konzession, und wurde seit 1714 für ca. 250 Jahre von der Familie Pflüger geführt. Das Gasthaus wird seit 1978 von den Nachfahren verpachtet. seit Mai 2021 von neuen Pächtern.
Der ehemalige Ochsensaal, ein Tanzsaal des Gasthauses „Ochsen“, beherbergte von 1951 ca. 20 Jahre lang die Wiesen-Lichtspiele, ein Kino mit 250 Sitzplätzen. Heute befindet sich in dem ehemaligen Kinosaal ein Fotostudio.

##### Gasthaus Hirschen
Im Jahr 1694 erteilte der Markgraf dem damaligen Vogt Johann Friedlin Foltz die Erlaubnis zu einem weiteren Gasthaus in Steinen. In ihrer Stellungnahme begründete die Gemeinde ihr Einverständnis mit der dritten Wirtschaft mit den hohen Weinpreisen der beiden andere Wirte.
Nach den Revolutionsjahren 1848/1849 blühte das Wirtsleben des kleinen Dorfs wieder auf. Um dem aufstrebenden Dorf einen Beitrag zum damaligen modernen Gesicht zu verleihen, baute Johann Karl Gebhard im Jahr 1901 einen neuen „Hirschen“, einen imposanten Bau am Dorfeingang.
Am 1. April 1959 endete die 265-jährige Geschichte des Gasthauses: gemäß seiner Einstellung zu den großen Lebensfragen im christlichen Sinn richtete Karl Gebhard seine Räume zu einem christlichen Erholungsheim ein und nannte es „Haus Frieden“.
Am 15. April 1964 bezog die hiesige Sparkasse die unteren Räume im Südflügel des ehemaligen Gasthauses. Nach 56 Jahren zog die Sparkasse in ein Nachbargebäude ein, und ein Lebensmittelgeschäft (Hieber-Markt) bezog die Räume im Herbst 2020.

##### Gasthaus Sonne

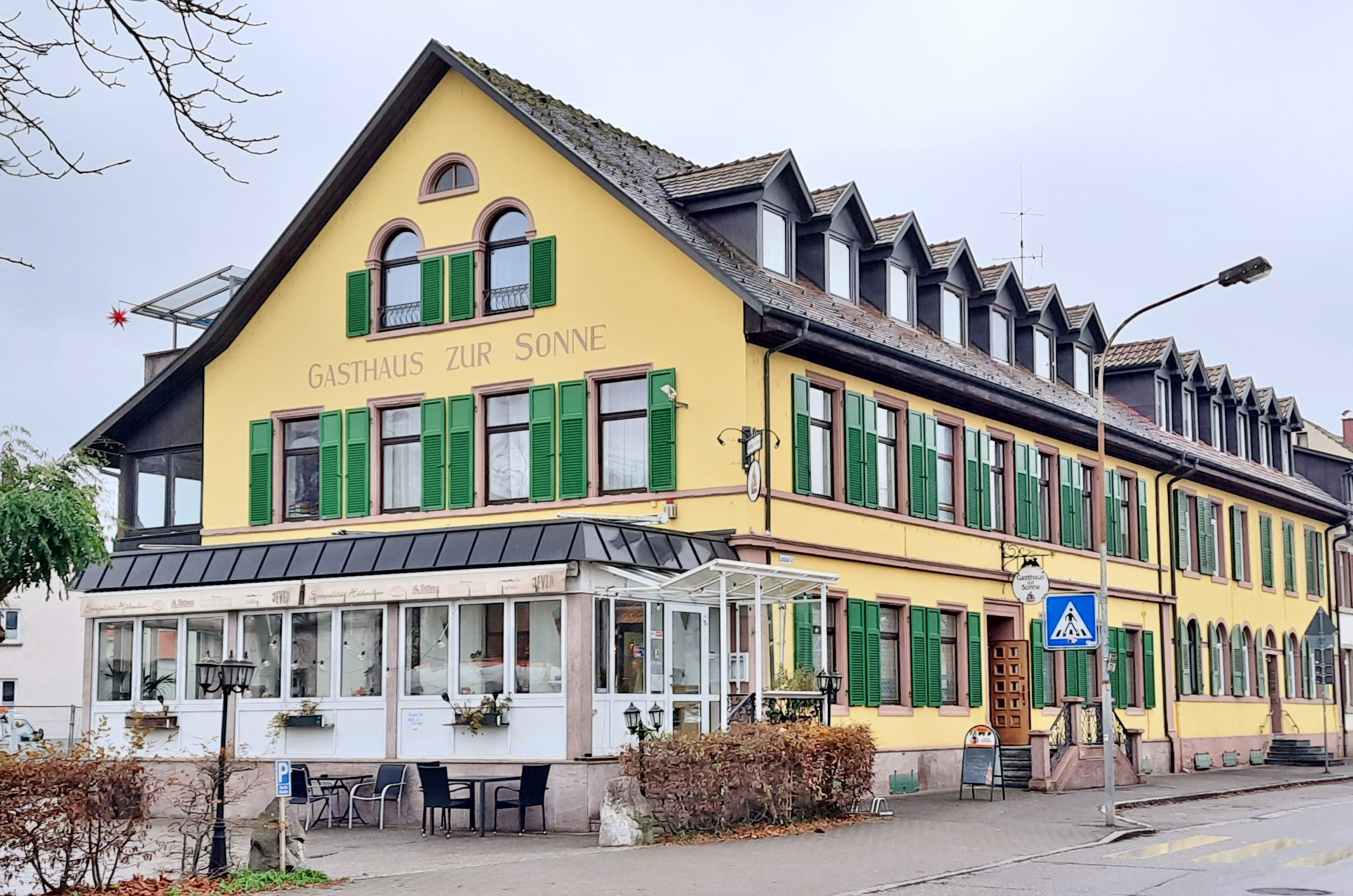
Gasthaus zur Sonne.

Gasthaus „Sonne“ ist die jüngste historische Wirtschaft in der Wiesentalgemeinde. Sie wurde 1809 von Johann Michael Scheffelt (1795 bis 1853) im alten Haus „Sonne“, dem späteren und im Zweiten Weltkrieg zerstörten Rathaus gegründet. Im Jahr 1843 entschloss sich Scheffelt zu einem Neubau auf der gegenüberliegenden Seite der Schopfheimer Straße (heute Eisenbahnstraße), welcher ein Jahr später bezogen werden konnte.

##### Gasthaus Löwen
Das Gasthaus „Löwen“ wurde im Jahr 1623 erbaut und zählt somit zu den ältesten Gebäuden der Gemeinde. Jakob Sturm hatte es 1623 zum heutigen Staffelhaus (Haus mit charakteristischen Stufengiebeln) umgebaut und in den Türsturz an der Ostseite des Gebäudes seinen Namen, das Familienwappen mit dem Zunftzeichen der Gerber (zwei sich kreuzende Schabmesser) neben der Jahreszahl eingemeißelt. Neben seiner Tätigkeit als Gerber übte Jakob Sturm von 1640 bis 1665 auch das Vogtamt aus. Einer seiner Nachkommen, sein Ur-Ur-Enkel Johannes Grether eröffnete im Januar 1739 im Haus die Wirtschaft mit dem Schild „Löwen“. Bevor der Gastronomie-Betrieb im März 2009 von den früheren Wirten der Tanne übernommen wurde, wurde das Gasthaus Löwen für fast 100 Jahre über drei Generationen von Familie Sütterlin geführt (1912–2009).

## Wirtschaft und Infrastruktur

### Verkehr

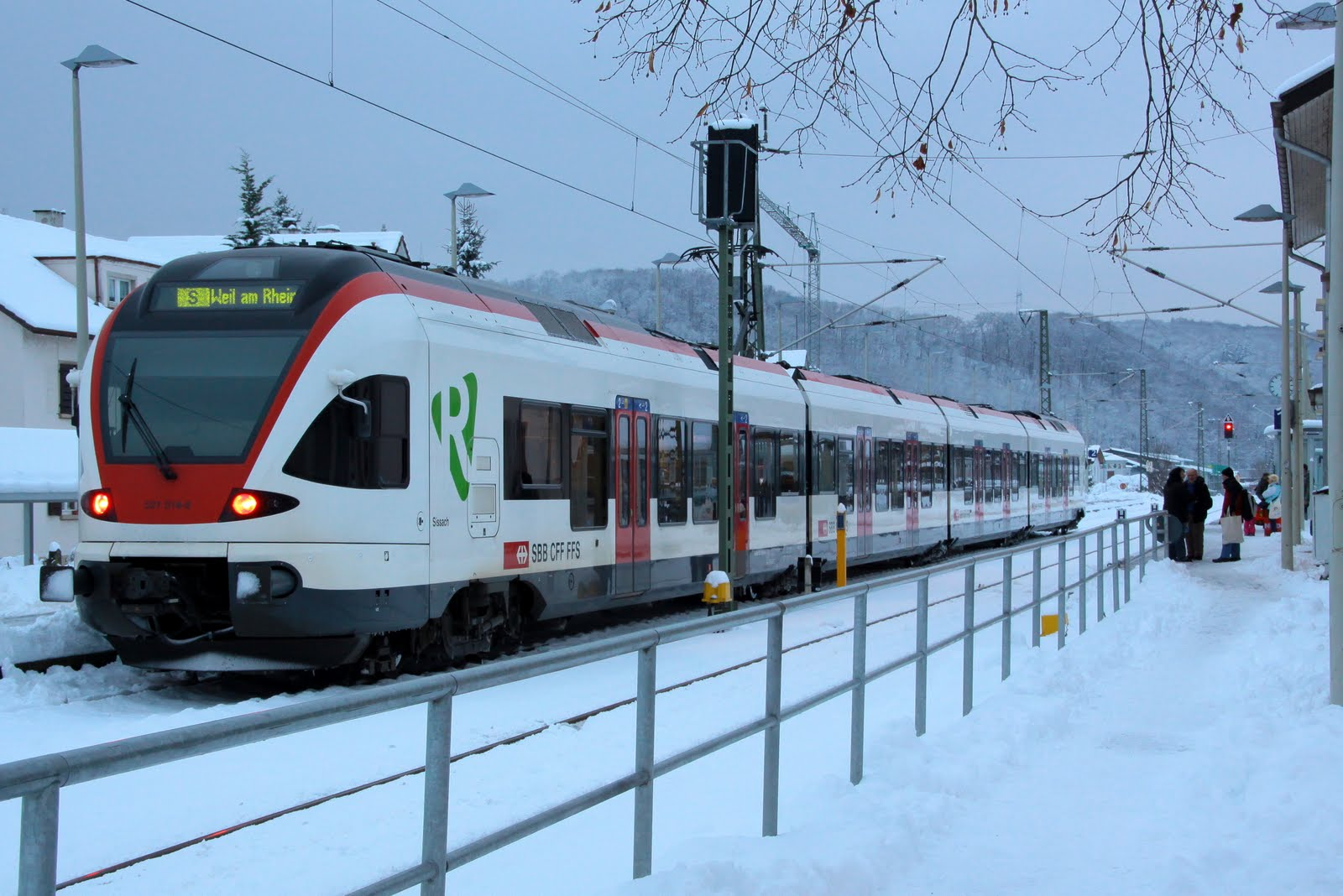
S-Bahn im Bahnhof Steinen.

Der Bahnhof Steinen liegt an der Wiesentalbahn. Durch die Linien S 5 und S 6 der S-Bahn Basel ist Steinen an das Schienennetz angebunden:
- S 5 Weil am Rhein – Lörrach Hbf – Steinen (– Schopfheim – Zell (Wiesental))
- S 6 Basel SBB – Basel Bad Bf – Riehen – Lörrach Hbf – Steinen – Schopfheim – Zell (Wiesental)

Hauptverkehrsachse des Wiesentals ist die Bundesstraße 317, die von Lörrach kommend zwischen den Ortsteilen Steinen und Höllstein Richtung Feldberg verläuft.
Über den nordwestlichen Teilort Schlächtenhaus erreicht man über die L135 und dem Scheideckpass die Nachbargemeinde Kandern im Westen.
Durch eine Alltagsroute aus dem Radnetz Baden-Württemberg ist Steinen mit Lörrach und Weil am Rhein verbunden sowie über Maulburg mit Schopfheim und Wehr. 
Durch Steinen führt der 54 Kilometer lange Wiesental Radweg, der von Todtnau kommend quer durch den Landkreis Lörrach bis nach Basel führt.

### Bildung
Das Schulzentrum Steinen beherbergt eine Grund-, Haupt-, Werkreal- und eine Realschule und Teile der Sonderschule Maulburg mit insgesamt 1013 Schülern im Schuljahr 2011/2012. Anlässlich des 100. Geburtstags Meret Oppenheims billigte der Gemeinderat im Juli 2013 die Umbenennung des Schulzentrums in Meret-Oppenheim-Schulzentrum.
In den Ortsteilen Höllstein und Weitenau gibt es je eine Grundschule.

### Energie

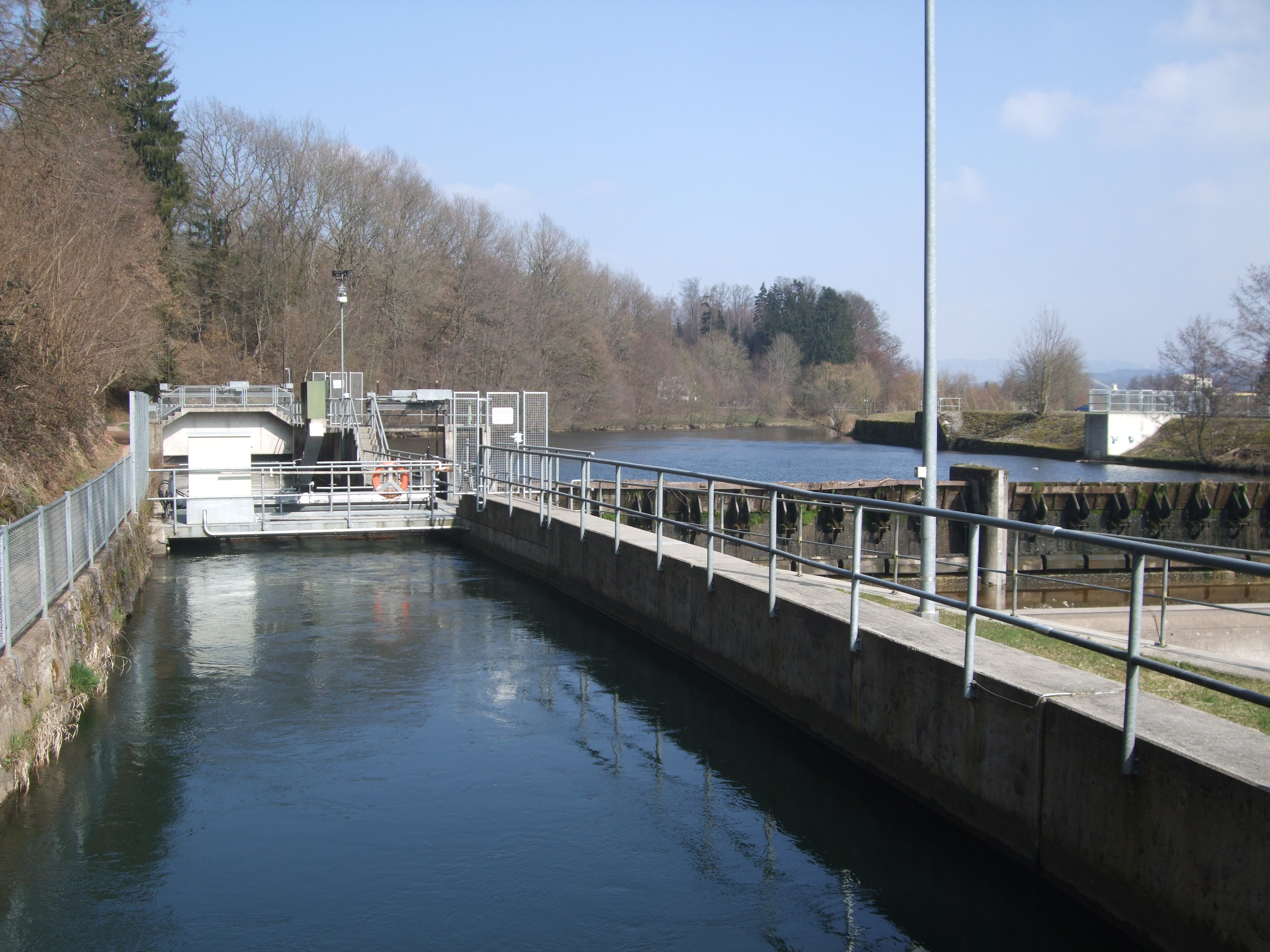
Kanal zum Flusskraftwerk Steinen

1984 wurde das Ausleitungskraftwerk am Fluss Wiese in Betrieb genommen und im Jahr 2007 mit einer neuen Fischtreppe versehen.
Der mittlere Abfluss des Gewässers beträgt hier 10,62 m³/s. Das Wasser wird über einen Kanal mit einer Fallhöhe von 7,5 Meter durch zwei Kaplan-Kegelrad-Rohrturbinen geführt.
Das Wasserwerk erzeugt bei einer installierten Leistung von 1000 Kilowatt (kW) eine mittlere Jahresstromproduktion von 3,3 Mio. Kilowattstunden (kWh)., was dem Stromverbrauch von über 1000 Haushalten entspricht.
Nach dem Wasserkraftwerk Mambach ist jenes in Steinen das leistungsfähigste im Wiesental. Beide Kraftwerke werden durch die energieDienst AG betrieben.

### Industrie
Die Firma Rotzler wurde 1919 von Ernst Rotzler in Steinen als  Schmiede gegründet, die Pferde beschlug sowie Landtechnik reparierte. Der Firmengründer optimierte die Heuaufzüge und Dungkrane der Kunden und verlagerte seinen Fokus in der Folge auf die Entwicklung und Fertigung zuverlässiger Seilwindentechnik. Heute beschäftigt die Firma weltweit zirka 220 Mitarbeiter und ist nach eigenen Angaben Weltmarktführer auf dem Gebiet der hydraulischen Seilwinden und Systemlösungen für mobile Anwendungen.

## Persönlichkeiten

### Söhne und Töchter der Gemeinde
- Johann Michael Scheffelt (1795–1853), Vogt von Steinen, republikanischer Abgeordneter
- Jakob Glaser (1813–1902), deutsch-schweizerischer Pädagoge, Landwirt, Unternehmer und Mitglied der badischen verfassunggebenden Versammlung von 1849
- Ernst Friedrich Sturm (1829–1876), Lehrer und Dichter, Teilnehmer am Heckeraufstand 1848
- Robert Reitzel (1849–1898), Schriftsteller, Journalist, in Weitenau geboren
- Carl Geigy (1860–1943), Maschineningenieur
- Ernst Friedrich Hänßler (1876–1949), Ingenieur, Erfinder eines automatischen Webstuhls, des sogenannten Steinen-Webstuhls, der nicht nur die heimische Textilindustrie stark unterstützt hat.[71]
- Hans Adolf Bühler (1877–1951), deutscher Maler
- Karl Kilchling (1886–1962), Geophysiker
- Robert Arzet (1889–1950), Kaufmann und Archivar
- Dorothee Jetter (* 1938), deutsche Pädagogin und Präsidentin der Synode der Evangelischen Landeskirche in Württemberg
- Herbert Hüttlin (* 1943), Unternehmer, Konstrukteur des Hüttlin-Kugelmotors
- Ernst Hänßler (* 23. Januar 1848; † 10. August 1913), deutscher Maler, Atelier in der Kirchstraße 5 in Steinen. Von Ernst Hänßler stammt das Christusgemälde in der Petruskirche.

### Weitere Persönlichkeiten
- Wilhelm Geigy (1800–1866), Schweizer Oberst, Gründer der Textilindustrie in Steinen 1836; setzte sich maßgeblich für den Bau der Wiesentalbahn ein
- Jakob Böser (1875–1951), Heimatforscher und Lehrer
- Meret Oppenheim (1913–1985), surrealistische Künstlerin (Malerin, Dichertin, Bildhauerin), verbrachte einen Großteil ihrer Kindheit und Jugend (1914–1932) in Steinen. Anfang 1914 zog Merets Vater, der Arzt Dr. Erich Alfons Oppenheim, mit seiner Frau Eva und Tochter von Berlin nach Steinen (Eisenbahnstrasse 32) und praktizierte dort bis 1932. Die Familie Oppenheim musste vor den Nationalsozialisten fliehen und sich in die Schweiz in Sicherheit bringen.[72] Merets Elternhaus wurde 1998 abgerissen, erhalten geblieben ist heute lediglich das Gartenhaus bei der gelben Villa.[73]
- Jörg Hieber (* 1938) eröffnete im Ortsteil Höllstein 1966 seinen ersten eigenen Lebensmittelmarkt, aus dem später die Hieber’s Frische Center KG entstand.